# Francesco d'Assisi
Francesco d'Assisi, nato Giovanni di Pietro di Bernardone (Assisi, 1181/1182 – Assisi, 3 ottobre 1226), è stato un religioso, mistico e poeta italiano.
Diacono e fondatore dell'ordine che da lui poi prese il nome (Ordine Francescano), è stato proclamato santo da papa Gregorio IX nel 1228; dichiarato, assieme a santa Caterina da Siena, patrono principale d'Italia il 18 giugno 1939 da papa Pio XII, il 4 ottobre ne viene celebrata la memoria liturgica in tutta la Chiesa cattolica (festa in Italia; solennità per la Famiglia francescana). La memoria della stigmatizzazione ricorre il 17 settembre.
Profondamente ascetico, era conosciuto anche come "il poverello d'Assisi" per via della sua scelta di spogliarsi di ogni bene materiale e condurre una vita minimale, in totale armonia di spirito. Oltre all'opera spirituale, Francesco, grazie al Cantico delle creature, è riconosciuto come uno degli iniziatori della tradizione letteraria italiana.Le sue ossa sono conservate nella Basilica Papale di San Francesco d'Assisi.
Il cardinale Jorge Mario Bergoglio, eletto papa nel conclave del 2013, ha assunto, primo nella storia della Chiesa, il nome pontificale Francesco proprio in onore del santo di Assisi. La città di Assisi, a motivo del suo illustre cittadino, è assurta a simbolo di pace, soprattutto dopo aver ospitato i quattro grandi incontri tra gli esponenti delle maggiori religioni del mondo, promossi da papa Giovanni Paolo II nel 1986 e nel 2002, da papa Benedetto XVI nel 2011 e da papa Francesco nel 2016.

## Biografia

### L'infanzia

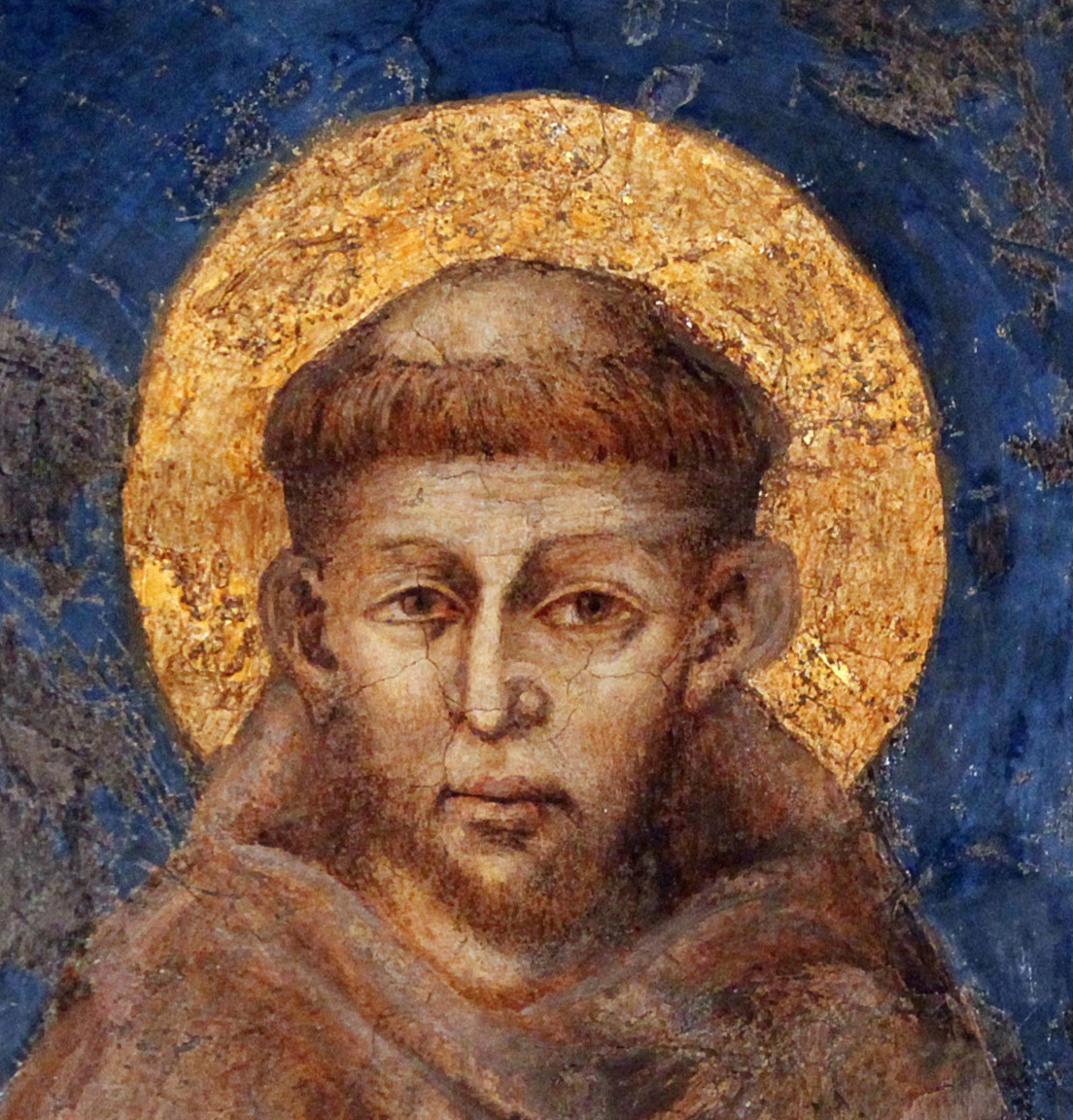
Cimabue, presunto ritratto di San Francesco, Assisi, Basilica inferiore

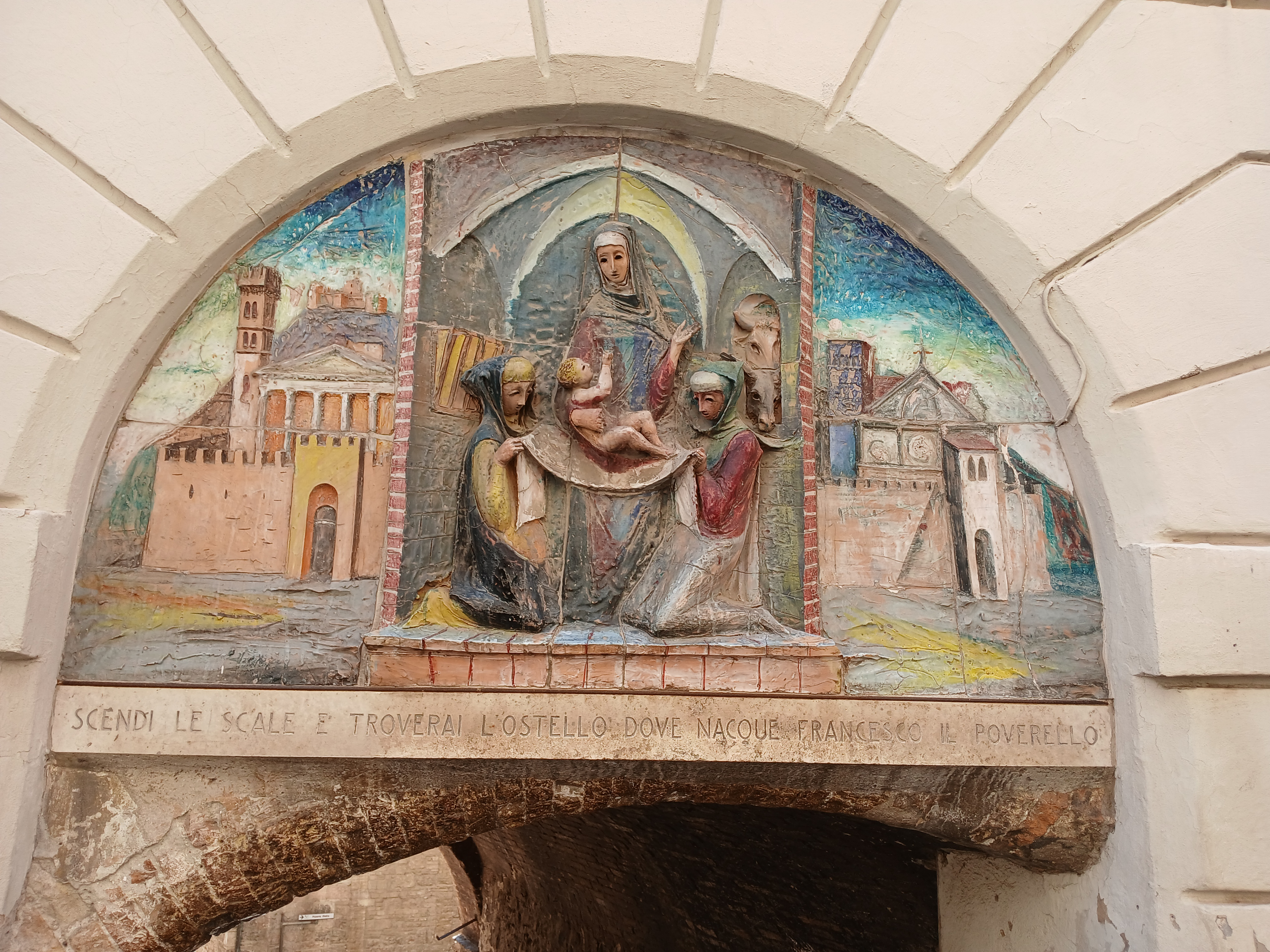
Casa natale di Francesco d'Assisi

Francesco, per quanto ne sappiamo, nacque nel 1182  da Pietro di Bernardone e, secondo testimonianze molto tardive, dalla nobile provenzale Madonna Pica de Bourlemont, in una famiglia della borghesia emergente della città di Assisi che, grazie all'attività di commercio di stoffe, aveva raggiunto ricchezza e benessere. Sua madre lo fece battezzare con il nome di Giovanni (dal nome di Giovanni Battista) nella chiesa costruita in onore del patrono della città, il vescovo e martire Rufino, cattedrale dal 1036. Il padre, tuttavia, decise di cambiargli il nome in Francesco, insolito per quel tempo, probabilmente in onore della Francia che aveva fatto la sua fortuna.Inoltre, sembra che Francesco sia stato figlio unico.
La sua casa, situata al centro della città, era provvista di un fondaco, utilizzato come negozio e magazzino per lo stoccaggio e l'esposizione delle stoffe che il mercante si procurava con i suoi frequenti viaggi in Provenza. Il padre Pietro vendeva la sua pregiata merce in tutto il territorio del Ducato di Spoleto di cui, all'epoca, faceva parte anche la città di Assisi. Le varie agiografie del santo non parlano molto della sua infanzia e della sua giovinezza: è comunque ragionevole ritenere che egli fosse stato indirizzato dal padre a prendere il suo posto negli affari della famiglia. Dopo aver frequentato la scuola presso i canonici della cattedrale, nella chiesa di San Giorgio (dove, a partire dal 1257, venne costruita l'attuale basilica di Santa Chiara), a quattordici anni Francesco si dedicò a pieno titolo all'attività del commercio. Egli trascorreva la sua giovinezza tra le liete brigate degli aristocratici assisani e la cura degli affari paterni, riguardanti l'attività di commercio dei tessuti.

### La guerra
Pare si abbia memoria di una guerra che nel 1202 contrappose Assisi a Perugia: tra le due città esisteva una rivalità irriducibile che si protrasse per secoli. L'odio aumentò a causa dell'alleanza di Perugia con i guelfi, mentre Assisi parteggiò per la fazione dei ghibellini. Non fu una scelta felice quella degli assisani, in quanto nel 1202 subirono una sconfitta e una cospicua perdita di uomini a Collestrada, vicino a Perugia. Tra i giovani che parteciparono al conflitto, venne catturato e rinchiuso in carcere pure Francesco. Caduto gravemente malato dopo la sua liberazione, tenta nuovamente la carriera delle armi, ma sulla via di raggiungere in Puglia le truppe di Gualtieri di Brienne, si ferma a Spoleto e torna indietro. Da lì ebbe inizio un cammino di conversione, che col tempo lo portò «a vivere nella gioia di poter custodire Gesù Cristo nell'intimità del cuore».
Francesco, gravemente malato, dopo un anno di prigionia ottenne la libertà dietro il pagamento di un riscatto, a cui provvide il padre. Tornato a casa, recuperò gradatamente la salute trascorrendo molto tempo nei possedimenti del padre. Secondo Tommaso da Celano furono questi luoghi appartati che contribuirono a risvegliare in lui un assoluto e totale amore per la natura, che vedeva come opera mirabile di Dio.

### La conversione
Da un punto di vista storico le circostanze della conversione di Francesco non sono state chiarite e si hanno notizie in merito solo attraverso le agiografie e il testamento del Santo. Sembra che la sua volontà frustrata di farsi cavaliere e di partire per la crociata abbia avuto un ruolo importante, ma anche e soprattutto un crescente senso di compassione che gli ispiravano i deboli, gli ammalati e gli emarginati: questa compassione si sarebbe trasformata poi in una vera e propria "febbre d'amore" verso Dio e il prossimo.

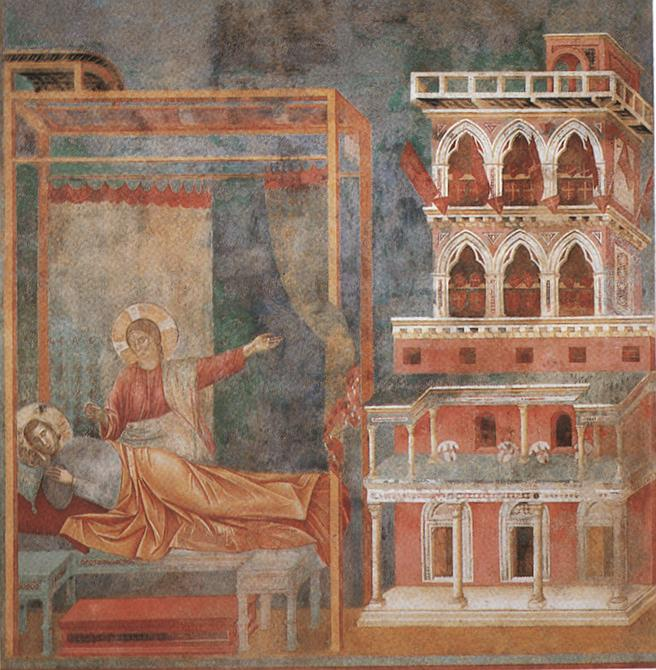
Giotto. Sogno delle armi. Assisi, Basilica superiore

Attorno al 1203-1204, Francesco pianificò di partecipare alla quarta crociata e quindi provò a raggiungere a Lecce la corte di Gualtieri III di Brienne, per poi muovere con gli altri cavalieri alla volta di Gerusalemme. Partecipare come cavaliere a una crociata era a quel tempo considerato uno dei massimi onori per i cristiani d'Occidente. Tuttavia, giunto a Spoleto, si ammalò nuovamente; passò la notte nella chiesa di San Sabino e qui ebbe un profondo ravvedimento. Avrebbe raccontato in seguito di essere stato persuaso da due rivelazioni notturne: nella prima egli scorse un castello pieno d'armi e udì una voce promettergli che tutto quello sarebbe stato suo. Nella seconda sentì nuovamente la stessa voce chiedergli se gli fosse stato «più utile seguire il servo o il padrone?» alla risposta: «Il padrone», la voce rispose:
Francesco rinunciò al proprio progetto e tornò ad Assisi; da allora egli non fu più lo stesso uomo. Si ritirava molto spesso in luoghi solitari a pregare. Un giorno a Roma, dove venne mandato dal padre a vendere una partita di merce, non solo distribuì il denaro ricavato ai poveri, ma scambiò le sue vesti con un mendicante e si mise a chiedere l'elemosina davanti alla porta di San Pietro.

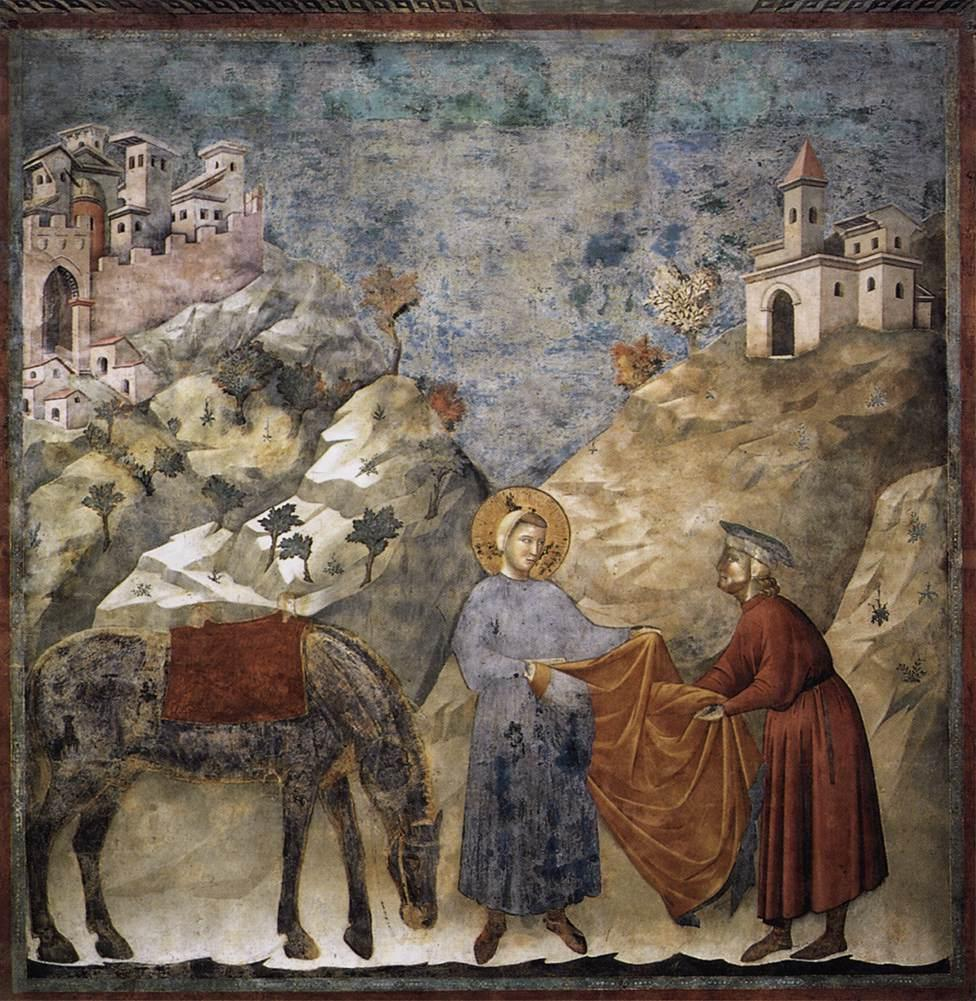
Giotto. San Francesco dona il mantello a un povero. Assisi, Basilica superiore

Pure il suo atteggiamento nei confronti delle altre persone mutò radicalmente: un giorno incontrò un lebbroso e, oltre a dargli l'elemosina, lo abbracciò e lo baciò. Come racconterà lo stesso Francesco, prima di quel giorno non poteva sopportare nemmeno la vista di un lebbroso: dopo questo episodio, scrisse che 
(dal Testamento di san Francesco, 1226)

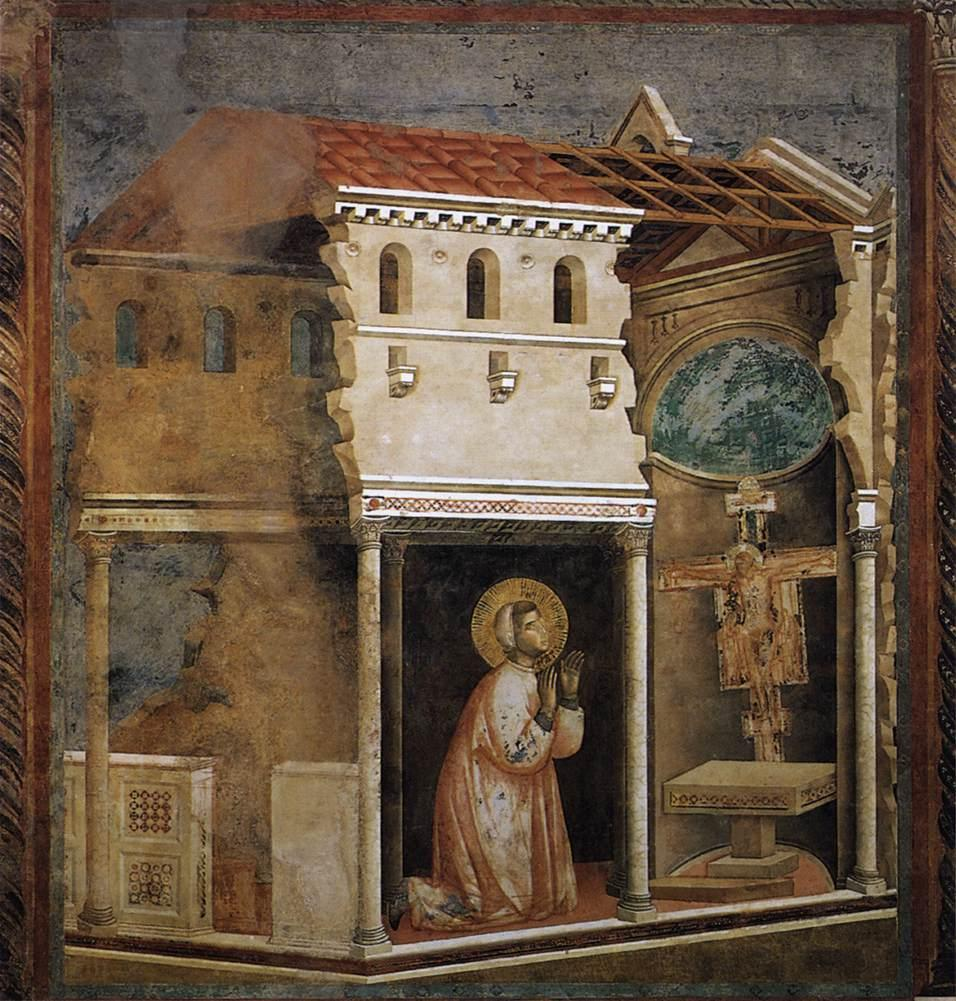
Giotto. Miracolo del Crocifisso a San Damiano. Assisi, Basilica superiore

Ma è nel 1205 che avvenne l'episodio più significativo della sua conversione: mentre pregava nella chiesa di San Damiano, raccontò di aver sentito parlare il Crocifisso, che per tre volte gli disse: «Francesco, va' e ripara la mia casa che, come vedi, è tutta in rovina».
Dopo quell'episodio seguirono una serie di azioni: fece incetta di stoffe nel negozio del padre e le vendette a Foligno assieme al suo cavallo; tornò a casa a piedi e offrì il denaro ricavato al sacerdote di San Damiano affinché riparasse quella piccola chiesa in rovina; costui, conoscendo il padre e temendo la sua ira, rifiutò la generosa offerta. Pietro di Bernardone, forte della solidarietà della comunità d'Assisi, riteneva tradite non solo le sue aspettative di padre, ma giudicava il figlio, per la sua eccessiva generosità, in preda a uno squilibrio mentale.

### Il processo davanti al vescovo

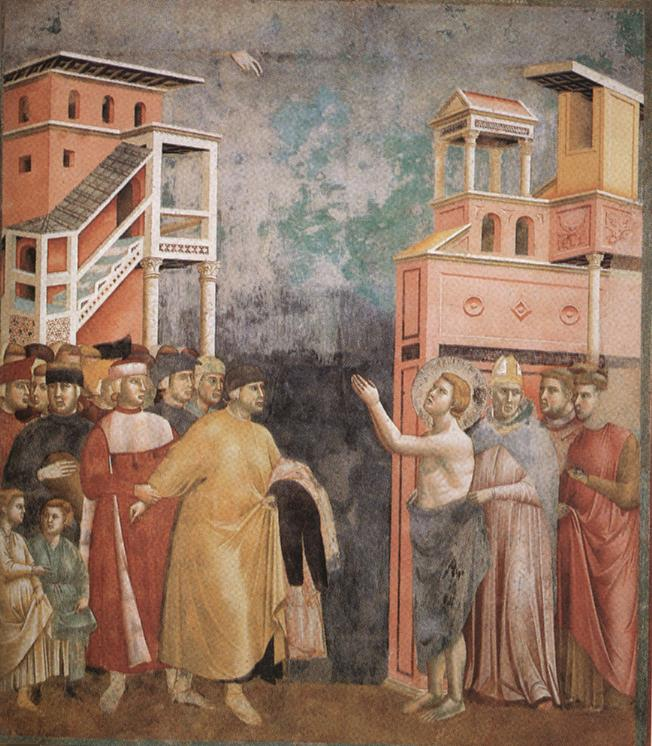
Giotto. San Francesco rinuncia ai beni terreni. Assisi, Basilica superiore

Inizialmente Pietro di Bernardone cercò di allontanare Francesco per nasconderlo ai pettegolezzi della gente, ma poi, di fronte all'irriducibile "testardaggine" del figlio nel non mutare il suo comportamento, decise di denunciarlo ai consoli per farlo arrestare, non tanto per il danno patrimoniale subito quanto piuttosto per la segreta speranza che, sotto la pressione della punizione e della condanna dalla città, il ragazzo avrebbe cambiato atteggiamento.
Il giovane, però, si appellò a un'altra autorità: fece ricorso al vescovo. Il processo si svolse così nel mese di gennaio (o febbraio) del 1206, nel Palazzo Vescovile; «tutta Assisi» fu presente al giudizio.

Francesco, non appena il padre ebbe finito di parlare, 
Francesco dava così inizio a un nuovo percorso di vita e il vescovo Guido, che lo coprì pudicamente agli sguardi della folla, manifestava simbolicamente la protezione e l'accoglienza di Francesco nella Chiesa.

### Il soggiorno a Gubbio
Da uomo nuovo Francesco cominciò il suo viaggio: nell'inverno 1206 partì per Gubbio, dove il giovane aveva da sempre diversi amici, tra cui Federico Spadalonga, il quale aveva condiviso con Francesco anche la prigionia nelle carceri di Perugia. Federico lo accolse benevolmente nella sua casa (laddove oggi sorge una chiesa dedicata a San Francesco), lo sfamò e, a quanto pare, fu qui che Francesco si vestì del saio, rifiutando vestiti ben più lussuosi offerti dall'amico.
Ospite degli Spadalonga, Francesco, «amante di ogni forma di umiltà, si trasferì dopo pochi mesi presso i lebbrosi restando con loro e servendo a loro tutti con somma cura.». Si trattava del lebbrosario di Gubbio, che era intitolato a san Lazzaro di Betania. Nel suo Testamento Francesco disse chiaramente che la vera svolta verso la piena conversione ebbe inizio per lui a Gubbio, quando si era accostato a queste persone bisognose. Francesco non vi ebbe mai una fissa dimora, ma era solito predicare nelle campagne tra il comune umbro e Assisi.
Proprio nel contado eugubino, laddove sorgeva la chiesetta di Santa Maria della Vittoria, detta della Vittorina, e l'omonimo parco, Francesco ammansì il famoso lupo di Gubbio. Sette anni dopo la conversione di Francesco (nel 1213), il beato Villano, Vescovo di Gubbio, già abate benedettino dell'abbazia di San Pietro, concesse ai frati di stabilire una loro sede nel comune.

### I primi compagni e la predicazione

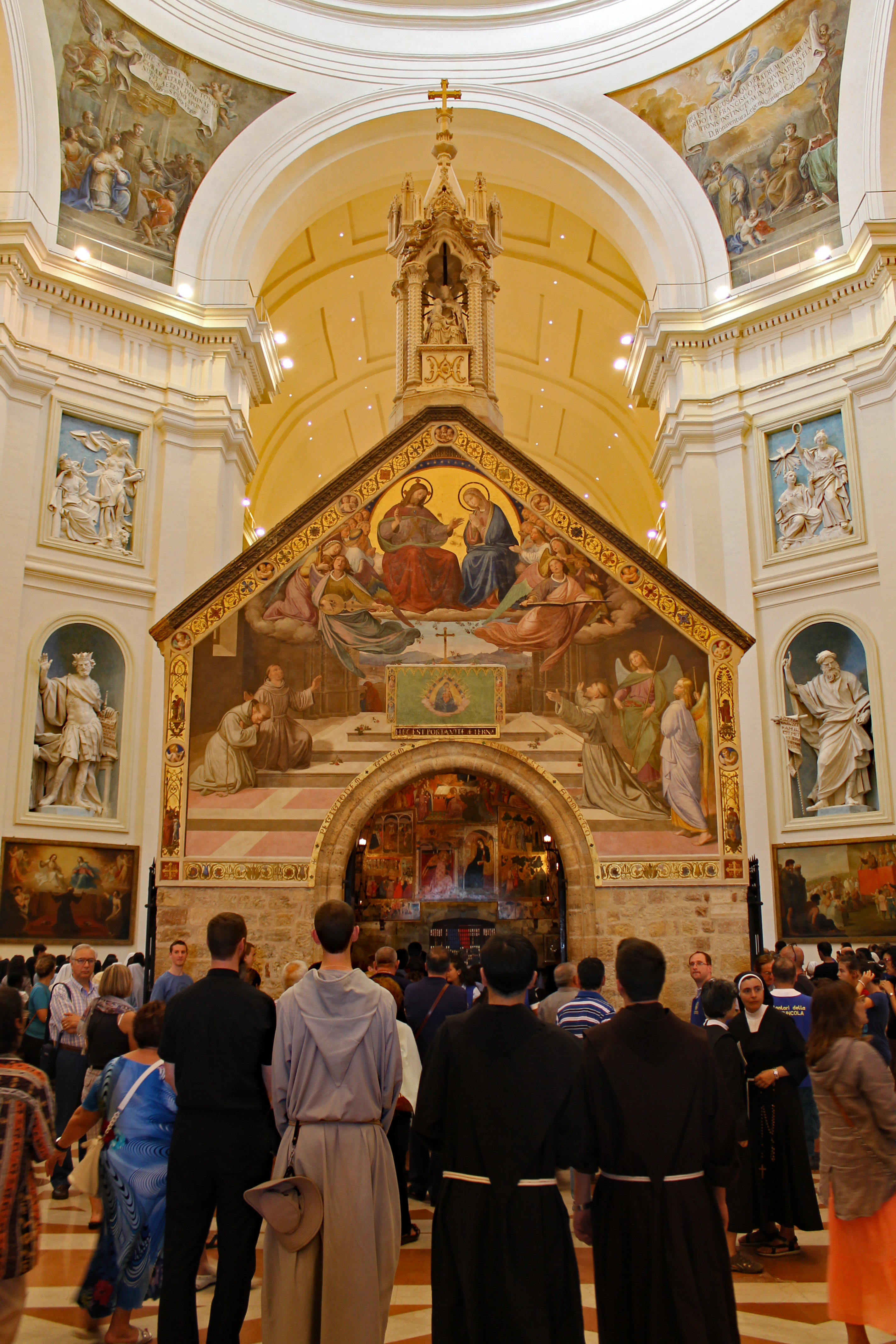
Porziuncola

Arrivata l'estate e placatosi lo scandalo sollevato dalla rinuncia ai beni paterni, Francesco ritornò ad Assisi. Per un certo periodo se ne stette solo, impegnato a riparare alcune chiese in rovina, come quella di San Pietro (al tempo fuori dalle mura), la Porziuncola a Santa Maria degli Angeli e San Damiano.
I primi anni della conversione furono caratterizzati dalla preghiera, dal servizio ai lebbrosi, dal lavoro manuale e dall'elemosina. Francesco scelse di vivere nella povertà volontaria e, ispirandosi all'esempio di Cristo, lanciò un messaggio di segno opposto a quello della società duecentesca, dalle facili ricchezze. Francesco rinunciò alle attrattive mondane, vivendo gioiosamente come un "ignorante", un "pazzo", dimostrando come la sua obiezione ai valori egemoni della società secolare di allora potesse generare una perfetta letizia. In questo senso il suo esempio aveva un che di sovversivo rispetto alla mentalità del tempo.
Il 24 febbraio 1208, giorno di san Mattia, dopo aver ascoltato un passo del Vangelo secondo Matteo nella Porziuncola, nella campagna di Assisi, Francesco sentì fermamente di dover portare la Parola di Dio per le strade del mondo. Incominciò così la sua predicazione, dapprima nei dintorni di Assisi. Ben presto altre persone si aggregarono a lui e, con le prime adesioni, si formò il primo nucleo della comunità di frati. Il primo di essi fu Bernardo di Quintavalle, suo amico d'infanzia. Tra gli altri si ricordano Senso III di Giotto Sensi, Pietro Cattani, Filippo Longo di Atri, frate Egidio, frate Leone, frate Masseo, frate Elia da Cortona e frate Ginepro. Insieme con i suoi compagni, Francesco cominciò a portare le sue predicazioni fuori dall'Umbria.

### L'approvazione del Papa

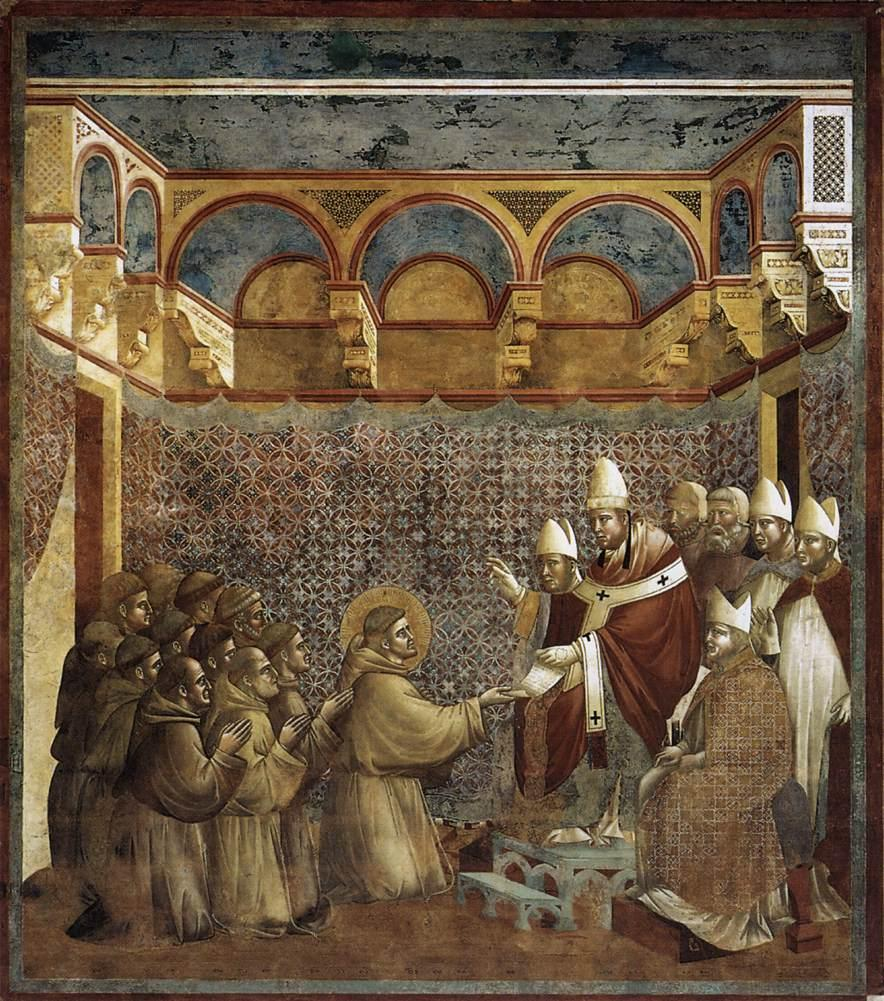
Giotto. Innocenzo III conferma la Regola francescana. Assisi, Basilica superiore

Nel 1209, o secondo altri storici l'anno successivo, quando Francesco ebbe raccolto intorno a sé dodici compagni, si recò a Roma per ottenere l'autorizzazione della regola di vita, per sé e per i suoi frati, da parte di papa Innocenzo III. Dopo alcune esitazioni iniziali, il Pontefice concesse a Francesco la propria approvazione orale per il suo «Ordo fratrum minorum»: a differenza degli altri ordini pauperistici, Francesco non contestava l'autorità della Chiesa, ma la considerava come "madre" e le offriva sincera obbedienza. Francesco era la personalità necessaria, che poteva finalmente incanalare le inquietudini e il bisogno di partecipazione dei ceti più umili all'interno della Chiesa, senza porsi come antagonista a essa, quindi senza scivolare nella deriva dell'eresia.
Del testo presentato al Papa non è rimasta traccia. Gli studiosi pensano, tuttavia, che esso consistesse principalmente in brani tratti dal Vangelo che, col passare degli anni, insieme con alcune aggiunte, confluirono nella «Regola non bollata», che Francesco scrisse alla Porziuncola nel 1221.

### Fondazione dei primi Conventi
Di ritorno da Roma, i frati si installarono in un "tugurio" presso Rivotorto, sulla strada verso Foligno, luogo scelto perché vicino a un ospedale di lebbrosi. Tale posto, tuttavia, era umido e malsano, e i frati dovettero abbandonarlo l'anno successivo, stabilendosi presso la piccola badia di Santa Maria degli Angeli, sulla pianura del Tescio, in località Porziuncola. Abbandonata in mezzo a un bosco di cerri, la badia venne concessa a Francesco e ai suoi frati dall'Abate della chiesa di San Benedetto del Subasio.

### Vocazione di Chiara e fondazione dell'Ordine femminile
Questa nuova «forma di vita» attirò anche le donne: la prima fu Chiara Scifi, figlia del nobile assisiate Favarone di Offreduccio degli Scifi. Fuggita dalla casa paterna la notte della Domenica delle Palme del 28 marzo 1211 (o del 18 marzo 1212), giunse il 29 marzo 1211 (o il 19 marzo 1212) a Santa Maria degli Angeli, dove chiese a Francesco di poter entrare a far parte del suo ordine, e dove all'alba ricevette l'abito religioso dal santo. Francesco la sistemò per un po' di tempo prima presso il monastero benedettino di Bastia Umbra, poi in quello di Assisi. In seguito, quando altre ragazze (fra cui anche la sorella di Chiara, Agnese) seguirono il suo esempio, presero dimora nella chiesa di San Damiano e diedero inizio a quello che in futuro sarebbero state le clarisse, tra le quali si distinsero sante come Caterina da Bologna, Camilla Battista da Varano e Eustochia Calafato.
Negli stessi anni diede vita al convento di Montecasale, dove insediò una piccola comunità di seguaci e dove ripetutamente avrebbe fatto poi sosta nei suoi viaggi.

### Confronto con il catarismo
Ben viva era all'epoca la vicenda dei catari, dichiarati eretici dalla Chiesa cattolica, i quali predicavano un dualismo Bene/Male portato alle estreme conseguenze. Essi avevano avuto numerosi focolai nella vicina Toscana e si erano ridotti alla clandestinità dopo la sanguinosa crociata albigese del 1209. Francesco avrebbe potuto essere scambiato per un cataro per la sua povertà e la predicazione ai ceti subalterni. Ma Francesco e i suoi seguaci si distinguevano in molteplici aspetti: innanzitutto essi non mettevano in dubbio la gerarchia della Chiesa. Francesco stesso infatti insisteva sulla necessità che si amassero e si rispettassero i sacerdoti. Portato una volta davanti a un prete che viveva notoriamente in peccato, forse affinché cadesse in contraddizione (se egli non lo avesse denunziato si sarebbe potuto dire che era suo complice, se egli lo avesse fatto si sarebbe detto che Francesco non rispettava la gerarchia), Francesco si limitò a baciare le mani di quel sacerdote, "che toccano il corpo di Gesù Cristo". Infine la differenza tra l'avversione al "mondo della Materia" (il Creato) dei catari e l'amore per tutte le manifestazioni di vita di Francesco non poteva essere più stridente. Lo stesso Cantico delle creature può essere letto come un perfetto trattato di teologia anti-catara, nonostante sia difficile da dimostrare quanto Francesco, sospettoso della sapienza dei libri, possa aver conosciuto la dottrina catara.
Uno dei valori da attribuire alla preposizione "per" sarebbe quello di "complemento d'agente" (Laudato sii mi' Signore per (da) tutte le creature).
Il suo amore per la natura e gli animali (come la leggendaria predica agli uccelli in località Piandarca sulla strada che da Cannara si dirige a Bevagna) erano superati solo dall'amore verso gli esseri umani: la pace interiore per Francesco non era una semplice serenità, che implicava capacità di amore e di perdono, ma una naturale gioia di vivere:
(Tommaso da Celano, Vita prima 77, in FF 455)

### Crescita dell'ordine e viaggio in Egitto

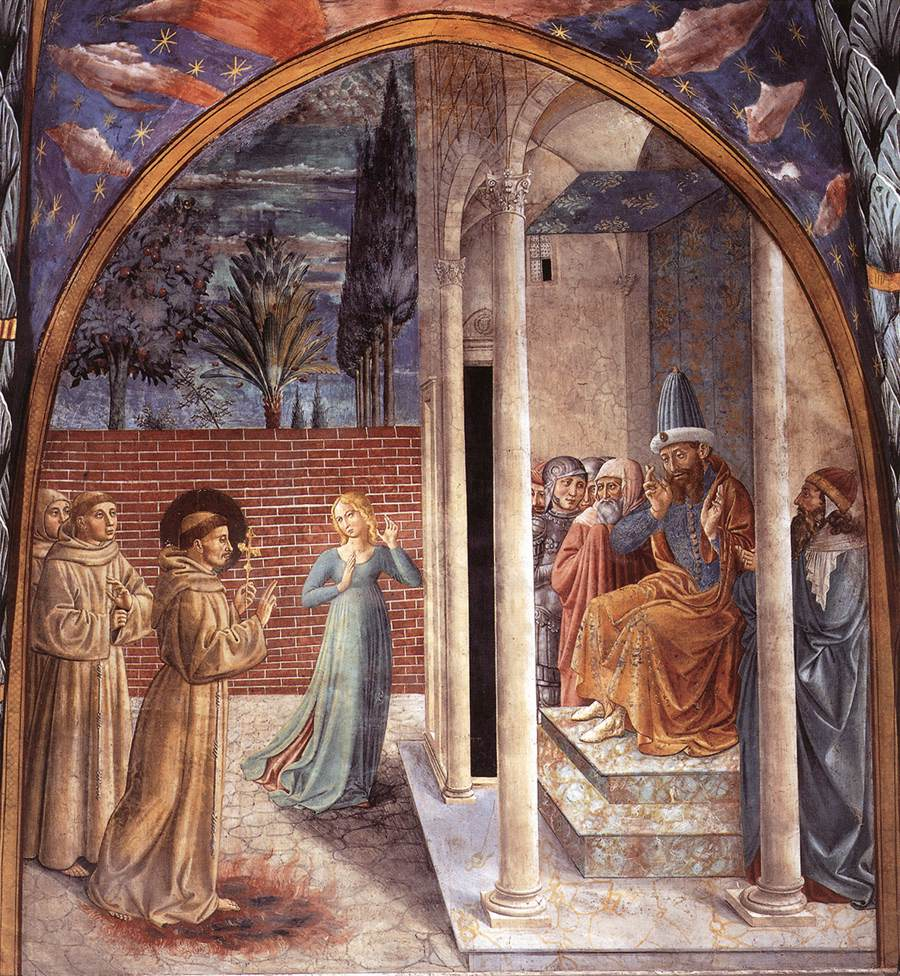
Benozzo Gozzoli. Francesco d'Assisi e il sultano Al-Kamil. Montefalco, complesso museale di San Francesco, scena 10 del ciclo di affreschi sulla vita del Santo

Col tempo, la fama di Francesco crebbe enormemente e crebbe notevolmente anche la schiera dei frati francescani. Nel 1217, il poverello di Assisi presiedette il primo dei capitoli generali dell'Ordine, che si tenne alla Porziuncola: questi sorsero con l'esigenza di impostare la vita comunitaria, di organizzare l'attività di preghiera, di rinsaldare l'unità interna ed esterna, di decidere nuove missioni, e si tenevano ogni due anni. Con il primo fu organizzata la grande espansione dell'ordine in Italia e furono inviate missioni in Germania, Francia e Spagna.
Nel 1219 si recò verosimilmente ad Ancona per imbarcarsi per l'Egitto e la Palestina, dove da due anni era in corso la quinta crociata. Durante questo viaggio, in occasione dell'assedio crociato alla città egiziana di Damietta, insieme con frate Illuminato ottenne dal legato pontificio (il benedettino portoghese Pelagio Galvani, cardinale vescovo di Albano), il permesso di passare nel campo saraceno e incontrare, disarmati, a loro rischio e responsabilità, lo stesso sultano ayyubide al-Malik al-Kāmil, nipote di Saladino. Varie ipotesi sono state proposte per motivare lo scopo dell'incontro, secondo molti Francesco intendeva predicare al sultano il Vangelo, al fine di convertirlo e quindi mettere fine alle ostilità, per altri la sua volontà era solo quella di testimoniare senza finalità concrete.
Ricevuto con grande cortesia dal Sultano, ebbe con lui un lungo colloquio, al termine del quale Francesco dovette tornare nel campo crociato. Intorno a questo evento storico sono fiorite diverse leggende riguardanti il santo e la sua straordinaria capacità di convincere e convertire, anche se al-Malik al-Kāmil rimase musulmano, pur apprezzando Francesco ed elargendogli dei doni in segno di stima.
L'interpretazione del rapporto tra Francesco, l'Islam e le crociate non è facile ed è ancora oggetto di discussione, in quanto c'è contrapposizione tra chi vede la sua azione come un sostegno alle crociate o, al contrario, come una loro sconfessione. La narrazione dell'incontro ci è pervenuta, oltre che tramite le opere di biografi francescani, anche attraverso altre testimonianze non tardive, sia cristiane sia arabe. La versione fornitaci da San Bonaventura cita maltrattamenti subiti ad opera dei soldati saraceni e la difesa, da parte di Francesco, dell'operato dei crociati e la giustificazione della guerra agli islamici infedeli. Nel racconto di Tommaso da Celano, Francesco suscitò profonda ammirazione nel sultano, che lo trattò con rispetto e gli offrì numerose ricchezze. Secondo la narrazione agiografica, Francesco subì anche la prova del fuoco, raffigurata in numerosi cicli dipinti.
La pacifica rivoluzione che il nuovo Ordine stava compiendo cominciò a essere palese a tutti. Incominciarono però anche i primi problemi: Francesco temeva che, ingrandendosi senza controllo, la fraternità dei Minori deviasse dai propositi iniziali. Sia per le cattive condizioni di salute, sia per dare l'esempio e per potersi dedicare completamente alla sua missione, nel 1220 Francesco rinunciò al governo dell'Ordine in favore dell'amico e seguace Pietro Cattani, che però morì l'anno seguente. Al successivo Capitolo Generale (detto «delle Stuoie», giugno 1221) venne scelto come vicario frate Elia.
Nel 1223, con la bolla Solet annuere, papa Onorio III approvò definitivamente la «Regola seconda» (che rispetto alla prima è più corta e contiene meno citazioni evangeliche), che fu redatta con l'aiuto del cardinale Ugolino d'Ostia (il futuro papa Gregorio IX). La doppia stesura della regola a distanza ravvicinata testimonia un ripensamento a fronte di difficoltà nel progetto; Francesco, pur non condannando in sé né la ricchezza, né la sapienza, né il potere, si rendeva conto che i frati che liberamente avevano deciso di seguirlo e di seguire la sua regola di vita stavano diventando colti e accettavano doni e ricchezze (anche se formalmente questi erano incamerati dalla Santa Sede). Non è difficile immaginare che qualcuno, magari usando la scusa di poter meglio servire il prossimo, avesse richiesto più volte una limatura della regola del 1221 e alla fine Francesco cedette, pretendendo però questa volta una fedeltà assoluta, accettandola "senza commento", cioè senza interpretazioni.

### Il primo presepe vivente

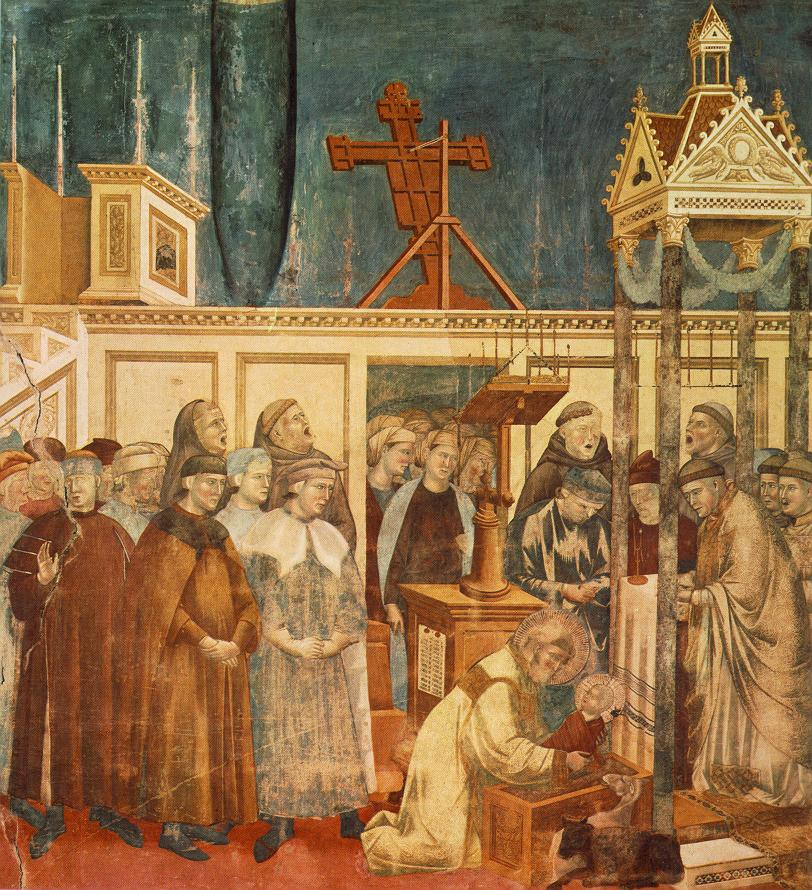
Giotto. Presepe di Greccio. Assisi, Basilica superiore

Nel Natale del 1223, di ritorno ad Assisi da Roma, Francesco si fermò a Greccio (sulla strada che da Stroncone prosegue verso il reatino) e decise la nascita di Gesù, facendo una rappresentazione vivente di quell'evento. Secondo le agiografie, durante la Messa, il putto raffigurante il Bambinello avrebbe preso vita più volte tra le braccia di Francesco. Da questo episodio ebbe origine la tradizione del presepe.
Oltre alla vita attiva, Francesco, forse ammalato, sentiva continuamente l'esigenza di ritirarsi in posti solitari per ritemprarsi e pregare (come, ad esempio, l'Eremo delle Carceri di Assisi, sulle pendici del monte Subasio; l'Isola Maggiore sul lago Trasimeno; l'Eremo delle Celle a Cortona). Tali posti offrivano al frate il silenzio e la pace che gli consentivano una più intima preghiera.
Tra il 1224 e il 1226, ormai malato gravemente agli occhi (si suppone un tracoma), compose il Cantico delle creature.

### Le stigmate
(Dante Alighieri, Divina Commedia, Paradiso, canto XI, vv. 106-108)

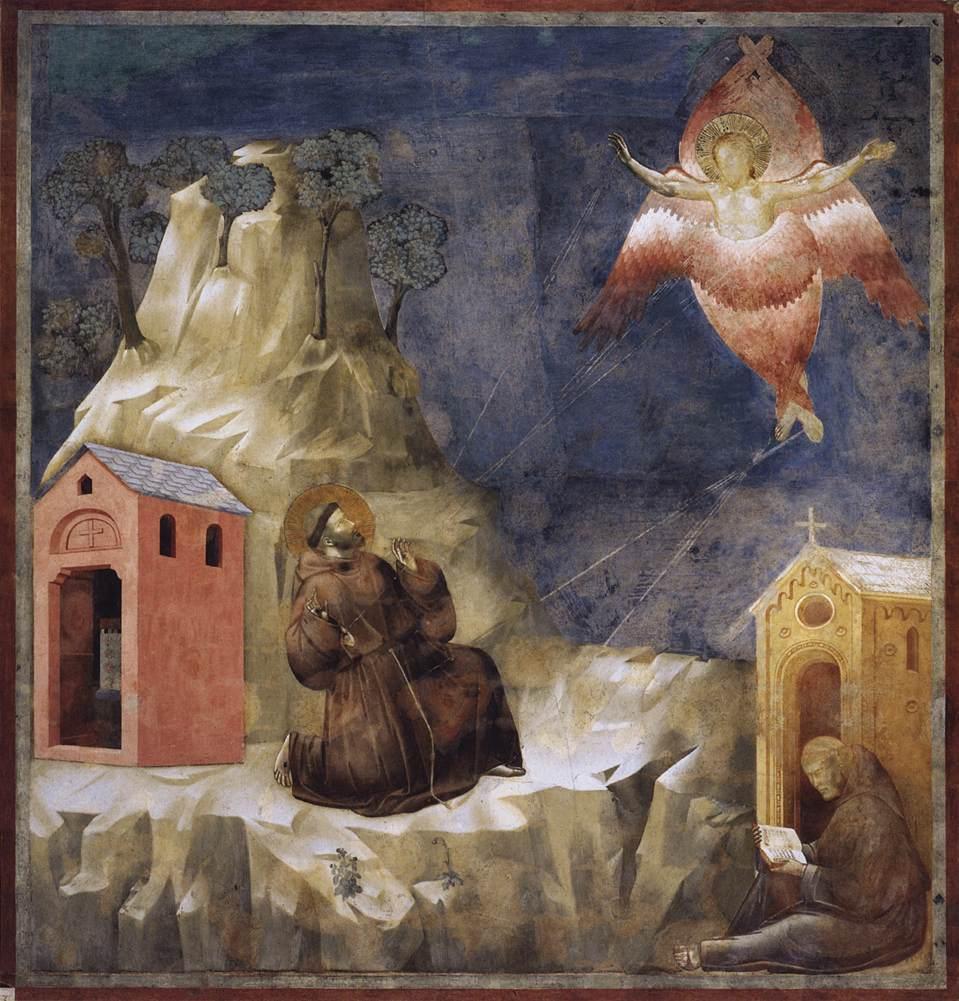
Giotto. San Francesco riceve le Stigmate. Assisi, Basilica superiore

Secondo le agiografie, il 17 settembre 1224,, mentre si trovava a pregare sul monte della Verna (luogo su cui in futuro sorgerà l'omonimo santuario), 3 giorni dopo la festa dell'Esaltazione della Croce e dopo 40 giorni di digiuno in preparazione della festa di san Michele arcangelo (29 settembre), Francesco avrebbe visto un Serafino crocifisso. Al termine della visione gli sarebbero comparse le stigmate: «sulle mani e sui piedi presenta delle ferite e delle escrescenze carnose, che ricordano dei chiodi e dai quali sanguina spesso». Tali agiografie raccontano inoltre che sul fianco destro aveva una ferita, come quella di un colpo di lancia. Fino alla sua morte, comunque, Francesco cercò sempre di tenere nascoste queste sue ferite.
Nell'iconografia tradizionale successiva alla sua morte, Francesco è stato sempre raffigurato con i segni delle stigmate: per questa caratteristica è stato definito anche «alter Christus». La condivisione fisica delle pene di Cristo offriva un nuovo volto al cristianesimo, partecipe non più solo del Suo trionfo, simboleggiato dal Cristo in gloria.

### Ultimi anni di vita e la morte

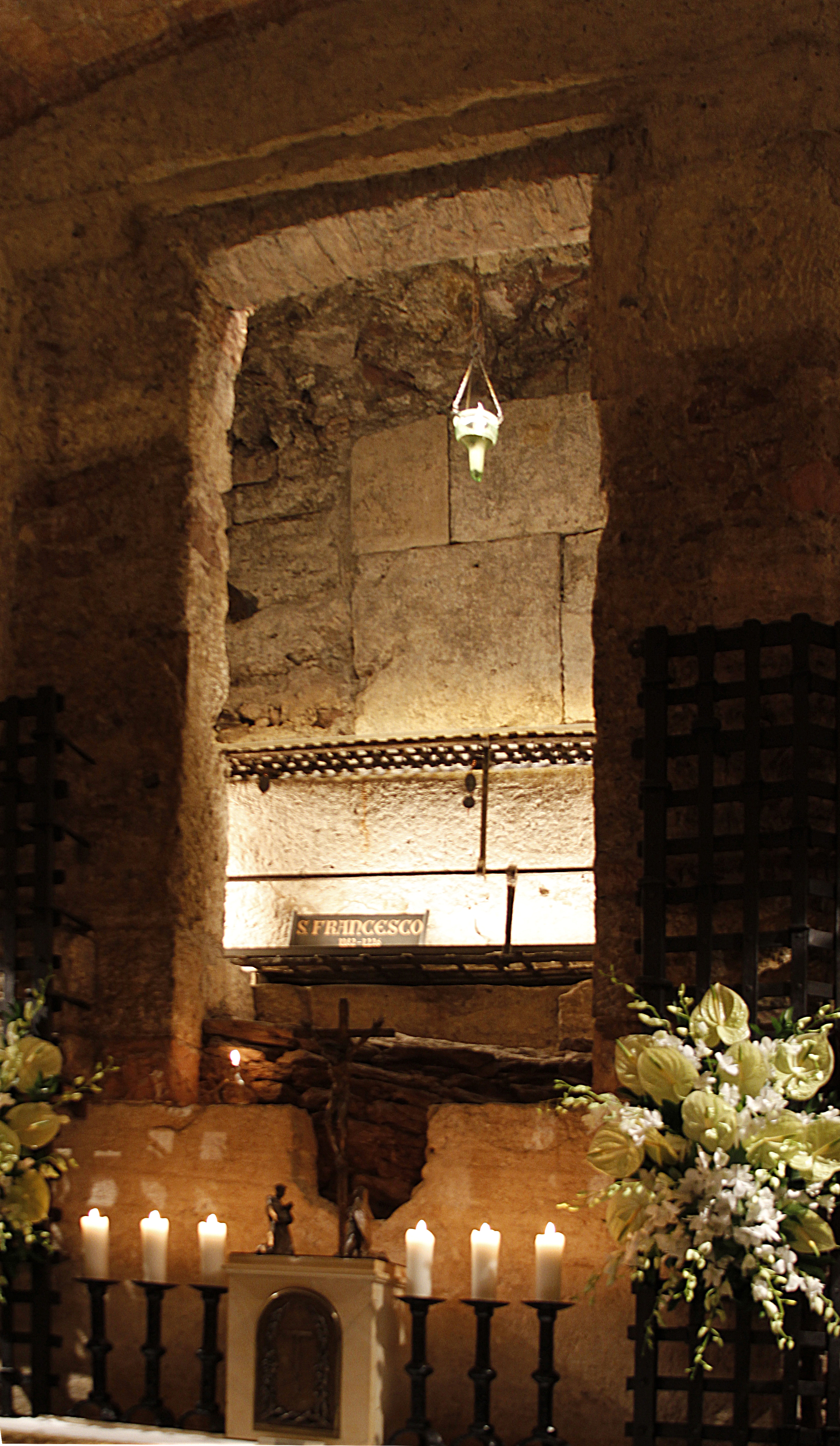
La tomba di Francesco ad Assisi

Negli anni seguenti, Francesco fu sempre più oggetto di varie malattie (soffriva infatti di disturbi al fegato oltre che alla vista). Varie volte gli furono tentati degli interventi medici per lenirgli le sofferenze, ma inutilmente. Nel giugno 1226, mentre si trovava alle Celle di Cortona, dopo una notte molto tormentata dettò il "Testamento", che volle fosse sempre legato alla "Regola", in cui esortava l'ordine a non allontanarsi dallo spirito originario.
Nel 1226 si trovava alle sorgenti del Topino, presso Nocera Umbra; egli però chiese e ottenne di poter tornare a morire nel suo "luogo santo" preferito: la Porziuncola. Qui la morte lo colse la sera del 3 ottobre.
Il suo corpo, dopo aver attraversato Assisi ed essere stato portato perfino in San Damiano, per essere mostrato un'ultima volta a Chiara e alle sue consorelle, venne sepolto nella chiesa di San Giorgio. Da qui la sua salma venne trasferita nell'attuale basilica nel 1230 (quattro anni dopo la sua morte, due anni dopo la canonizzazione).
(Cantico delle creature)

## Spiritualità francescana

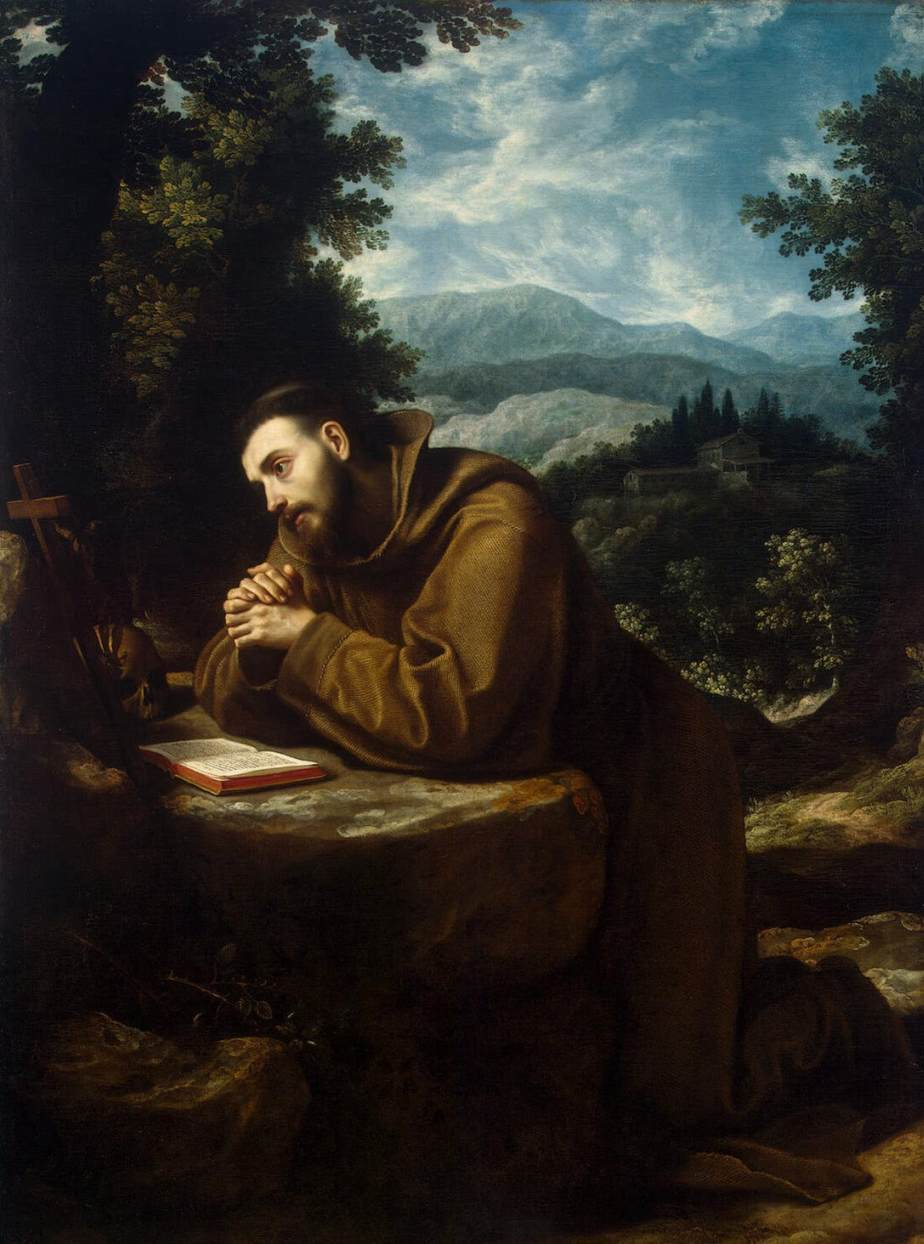
Ludovico Cigoli. Francesco d'Assisi

Il francescanesimo si inserisce in quel vasto movimento pauperistico del XIII secolo, in uno spirito di riforma volto contro la corruzione dei costumi degli ecclesiastici del tempo, troppo coinvolti negli interessi materiali e politici, nella sanguinosa Lotta per le investiture. A questo si deve aggiungere la fioritura del comune medioevale: la nascita delle ricche città-stato, se da un lato arricchì una parte del popolo, determinò la formazione di quei ricchi ceti mercantili, il cosiddetto popolo grasso, che acquistava potere a scapito della vecchia nobiltà feudale, facendo della vita metropolitana il centro della civiltà, pur lasciandovi dentro larghissime fette del ceto contadino più indigente, dall'altro causò una forte disuguaglianza sociale e anche crisi dell'assetto sociale medievale che dovette coinvolgere Francesco in prima persona mentre esercitava la professione di mercante.
"Povertà", "obbedienza" e "castità" sono aspetti fondamentali della vita di Francesco e dei suoi discepoli. Dopo un primo periodo passato in solitudine, Francesco iniziò a vivere la propria vocazione insieme a dei compagni che volevano imitare il suo esempio. L'umiltà e l'ascetismo al quale si accompagnò l'opera del santo gli valse il nome di Imitator Christi ("Imitatore di Cristo"): da qui inizia l'esperienza della "fraternità", nella quale ciascun membro è dunque un imitator Francisci ("Imitatore di Francesco"), e dunque un imitator Christi. Secondo la regola dettata da Francesco, la vita comunitaria deve cercare di conformarsi a questi principi:
1. Fraternità: i frati non devono vivere soli, ma devono prendersi cura dei propri fratelli (e in generale di tutti) con amore e dedizione. La stessa cura si estende incondizionatamente non solo alle creature umane, ma a tutto il creato in quanto opera di Dio e dunque sacro, vivendo in questo modo la fraternità universale.
2. Umiltà: porsi al di sotto di tutto e di tutti, al servizio dell'ultimo per essere davvero al servizio di Dio, liberarsi dai desideri terreni che allontanano l'uomo dal bene e dalla giustizia.
3. Povertà: rinuncia a possedere qualsiasi bene condividendo tutto ciò che ci è dato con tutti i fratelli, partendo dai più bisognosi.

Alla preghiera e alla meditazione, la Regola francescana aggiunge lo "spirito missionario", in conformità ai precetti evangelici, assumendo una condotta completamente diversa rispetto alla norma seguita fino ad allora. È chiaro come a San Francesco interessassero soprattutto i ceti sociali più deboli, tendesse con amore fraterno verso quel "prossimo" spesso respinto e disprezzato dalla società, cioè verso il povero, il malato, il perdente, l'ultimo.
Francesco vuole essere il «minore tra i minori» (umile tra gli umili). Si sostiene che egli applicò ai compagni l'appellativo minores, dato in spregio ai popolani dai ricchi, perché lui stesso voleva incarnare la figura di "uomo del popolo". Assisi e Santa Maria degli Angeli furono e sono tuttora il cuore pulsante da cui parte e a cui ritorna l'attività missionaria di questo nuovo Ordine dei minori, come da allora in poi furono chiamati tutti coloro che seguirono (e che seguono) il santo fondatore assisano. In questo modo, lo spirito di condivisione è esempio concreto della comunione dell'anima con Dio, Gesù il Cristo, testimonianza di fede e di amore cristiano.
A imitazione dei poveri e dei mendicanti, è l'aspetto itinerante dei francescani, secondo il principio di portare il proprio sostegno materiale e spirituale al prossimo andandogli incontro là dove egli si trova: applicando questa regola in prima persona, Francesco visse e scontò un incessante vagare, portandosi fino ai confini dell'Europa, sostentandosi del frutto del lavoro che gli veniva offerto per strada e dove questo non fosse possibile, attraverso l'elemosina.

## Francescanesimo
All'interno dell'ordine francescano, tra il XIII e il XIV secolo si sviluppò la scuola filosofica e teologica fondata dal francescano Alessandro di Hales quando nel 1232 ricoprì la cattedra di teologia presso l'università di Parigi. La filosofia francescana, opponendosi all'aristotelismo e al tomismo, s'ispirava al pensiero di Sant'Agostino da cui riprendeva la dottrina dell'illuminazione e la teoria dell'ilemorfismo universale.
In opposizione al tomismo, la scuola francescana dichiarava il primato della volontà sull'intelletto non solo per quanto riguardava il comportamento umano, ma anche per l'azione divina che esigeva il dovere dell'obbedienza, e il primato della fede sia nel campo della morale sia in quello della conoscenza.
I più importanti filosofi del francescanesimo furono Giovanni de la Rochelle, San Bonaventura, Duns Scoto, Giovanni Peckham. I maestri francescani dell'università di Oxford, Roberto Grossatesta, Ruggero Bacone e Guglielmo di Occam confermarono l'indipendenza della fede dalla ragione e svilupparono quindi il francescanesimo soprattutto nell'ambito scientifico.

## Una vita tra storia e teologia

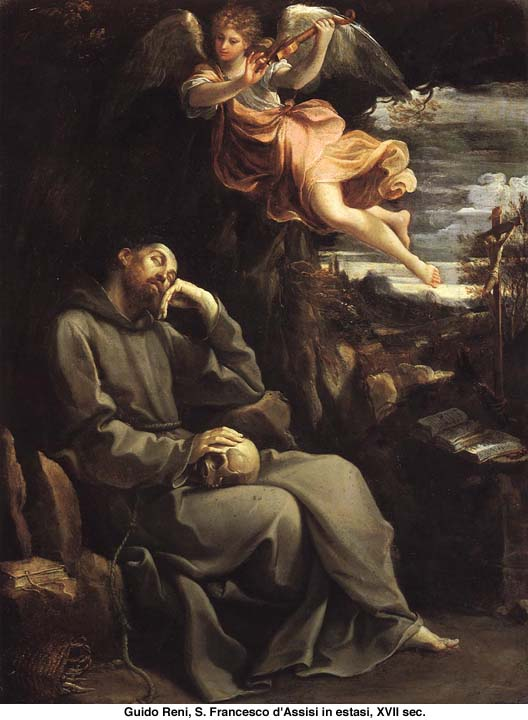
Guido Reni. San Francesco in estasi

Francesco d'Assisi e la sua vita sono stati continuamente oggetto di interesse, ispirazione, imitazione, studio, confronto. Questo ha fatto sì che la narrazione biografica della sua vita sia stata connotata — fin dalle prime espressioni all'indomani della sua morte — da una grande varietà di significati e intenzioni, che inevitabilmente hanno indirizzato e influenzato la redazione della sua Vita.
Le notizie sulla vita di Francesco derivano infatti in gran parte dalle prime biografie del santo, dove la narrazione storica e quella teologica sono strettamente legate.
Nel XVII secolo con Frate Luca Wadding si mossero i primi tentativi di raccogliere documentazione storica su Francesco d'Assisi, cercando di distinguere tra storia e veneranda tradizione. Un momento di svolta in questo processo arrivò nel corso del XIX secolo, quando lo storico francese Paul Sabatier avanzò la teoria che tutte le biografie francescane "ufficiali" (quelle di Tommaso da Celano e, in modo particolare, quella di Bonaventura da Bagnoregio) sarebbero irrimediabilmente compromesse dall'intenzione "politica" degli autori, mentre più fedeli al "vero Francesco" sarebbero le biografie "ufficiose". In particolare nello Speculum perfectionis, da lui riscoperto, si potrebbe rintracciare la narrazione più affidabile sul santo di Assisi. Tale posizione ha scatenato nel tempo accesi dibattiti, stimolando nel contempo un approfondimento straordinario della ricerca storica su san Francesco.
Secondo lo storico Franco Cardini è infatti in alcuni casi difficile distinguere tra verità storica e amplificazioni simboliche: è il caso, ad esempio, degli episodi della predica agli uccelli e dell'incontro con il lupo di Gubbio. Questi ultimi potrebbero, secondo lo studioso, essere anche intesi come rielaborazioni dell'incontro, storicamente meglio documentato, con il sultano al-Malik al-Kamil, e riproporre il tema dell'incontro con l'"Altro".
Il linguaggio di Francesco è una sola cosa con i contenuti per quanto concerne la sua predicazione. La gente comune «per la prima volta sente parlare di Dio in una lingua che tutti possono capire. Non il latino, la lingua dotta della Chiesa, ma il primo italiano, lo stesso di Dante e Boccaccio, che diventerà nel giro di pochi anni l'idioma dell'intera penisola».

### La predica agli uccelli
La predica agli uccelli è uno degli episodi più famosi de I fioretti di san Francesco. Secondo la tradizione, la predica agli uccelli ebbe luogo sull'antica strada che congiungeva il castello di Cannara a quello di Bevagna, nei pressi di Assisi. Oggi il punto dove San Francesco d'Assisi fece il miracolo è segnalato da una pietra sita in località Piandarca nel Comune di Cannara in un'area ancora oggi incontaminata, raggiungibile attraverso un sentiero che inizia appena fuori dal paese e si snoda attraverso i campi. Nei pressi della pietra e lungo l'attuale strada che porta a Bevagna (la SP403) è edificata anche una piccola edicola a ricordo del miracolo. Più che la cronaca di un avvenimento, le agiografie descrivono un passo di vera poesia:
(da I fioretti cap. XVI di San Francesco d'Assisi secondo la versione in Umbro volgare del XIV secolo conservati negli Archivi del Sacro convento di Assisi)

### Il lupo di Gubbio
Fra gli svariati racconti che accompagnano e descrivono da secoli la vita e le gesta del frate, spicca senza dubbio l'episodio del lupo di Gubbio, che sarebbe avvenuto nei pressi della chiesa di Santa Maria della Vittorina.
La vicenda narra di un grosso lupo che da tempo terrorizzava gli abitanti delle campagne eugubine, nelle quali Francesco era solito andare a predicare; l'animale selvaggio, affamato e feroce, da anni occupava il territorio boschivo alle porte della città e, secondo alcuni racconti dell'epoca, non disdegnava avvicinarsi a ridosso delle mura per procurarsi il cibo.
Gli abitanti allora, disperati e impauriti, si rivolsero a San Francesco. Il frate, venuto a conoscenza della situazione, si inoltrò nel bosco per incontrare il lupo. La sua mediazione fece sì che il lupo smettesse di terrorizzare gli abitanti di Gubbio, a patto che questi ultimi si impegnassero a sfamare l'animale quotidianamente.
La leggenda narra che anni dopo, quando il lupo morì di vecchiaia, gli abitanti del paese se ne dispiacquero fortemente.
(da i fioretti di san Francesco, cap. XXI.)
Tuttavia secondo alcuni, il lupo di Gubbio non era altro che un brigante, che proprio come un lupo era solito derubare gli abitanti del contado eugubino. Egli fu dunque "ammansito" da Francesco e reintegrato nella società eugubina grazie anche all'aiuto degli abitanti.

## L'Ordine francescano

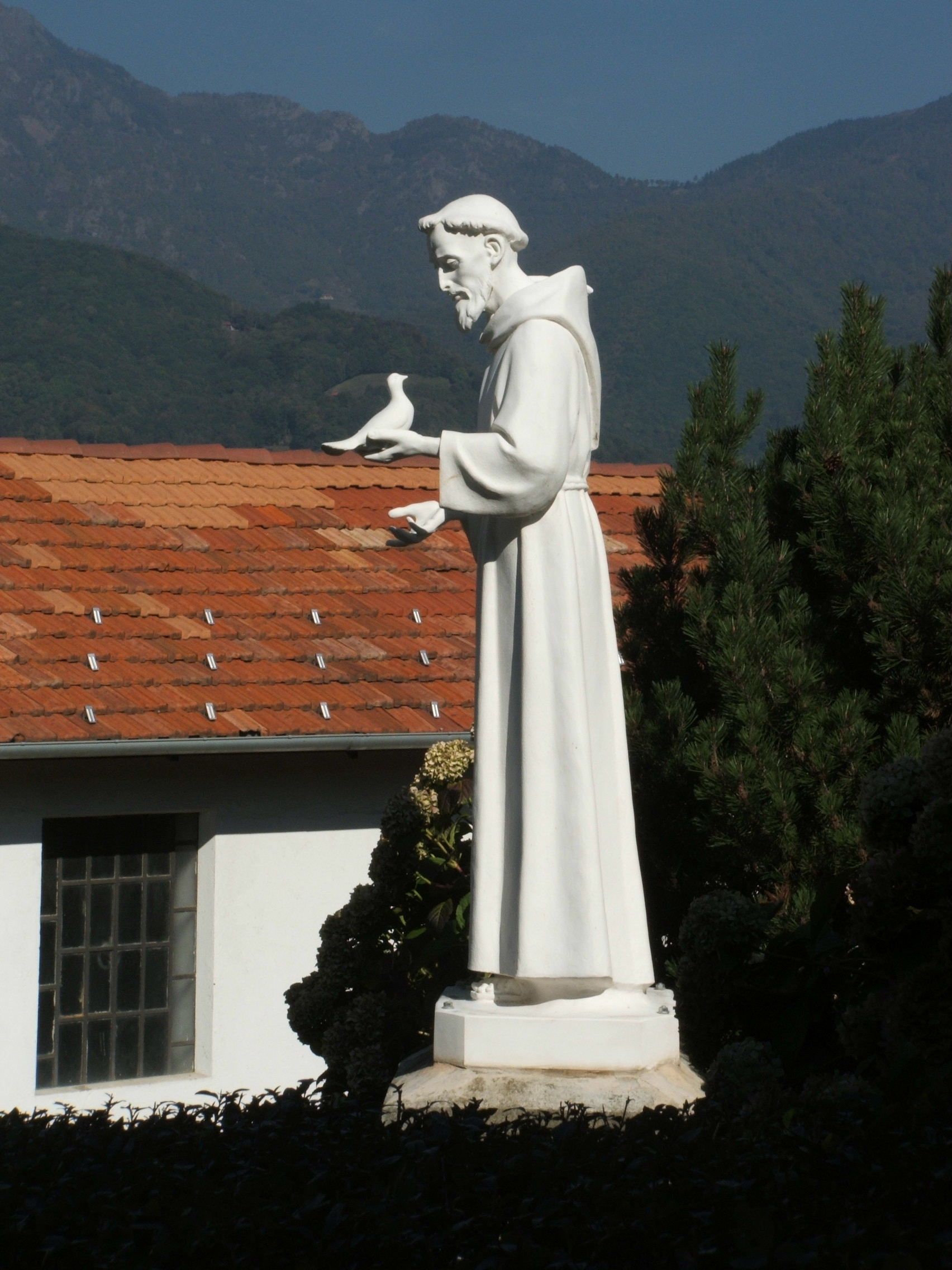
Statua di San Francesco al Santuario di Banchette, presso Bioglio

Francesco d'Assisi realizzò tre ordini riconosciuti dalla Chiesa cattolica esistenti tutt'oggi e aventi Costituzioni proprie.
- Il primo ordine è quello dei frati minori. La loro vita è ancora oggi ispirata dalla Regola bollata approvata dal papa Onorio III nel 1223.[68] In seguito a ottocento anni di una storia molto complessa, al giorno d'oggi l'originario Ordo Minorum si divide in tre rami principali: i Frati minori (originati dagli Osservanti e altre riforme, ma che comunque mantengono il sigillo dell'OFM), i Frati Minori Conventuali e i Frati Minori Cappuccini (detti un tempo Frati Minori della Vita Eremitica). Oltre a queste tre diramazioni storiche, vi sono oggi altre fondazioni minori che si ispirano a san Francesco e alla sua Regola. Ciascuno dei tre Ordini ha la sua propria organizzazione e struttura legale, ma tutti hanno in comune san Francesco come loro "padre" e fondatore.
- Il secondo ordine è quello delle Monache clarisse fondato da Chiara d'Assisi, la quale ha redatto una Regola propria. È costituito da suore di clausura e attualmente è presente in tutto il mondo. Analogamente al primo ordine, anche le seguaci di santa Chiara hanno subìto un percorso storico piuttosto articolato e oggi i monasteri clariani sono raccolti in diverse "obbedienze".
- Il terzo ordine nacque per i laici, o meglio per i secolari, cioè coloro che, pur non entrando in convento, vivono nelle loro famiglie la spiritualità francescana. Questo ordine è chiamato Ordine francescano secolare (OFS), o Terz’Ordine Francescano. Parte integrante di esso è la Gioventù Francescana (Gi.Fra.), un'associazione, riconosciuta dalla Chiesa (o, come si definiscono, «fraternità»), di giovani cattolici che condividono e vivono il Vangelo e il loro essere francescani nel mondo di oggi, sul posto di lavoro o nello studio. Oltre a questi, abbiamo anche il Terzo Ordine Regolare (T.O.R.), costituito - appunto - da "regolari", cioè religiosi che nel corso della storia sono divenuti tali a partire da fraternità di laici intenzionati a condurre una vita di consacrazione totale. Mentre nei primi secoli l'Ordine è fortemente caratterizzato da un'incidenza della fraternità, nei secoli successivi sarà più la testimonianza di singoli importanti personaggi a esprimere il valore del vivere la penitenza nel secolo. Questo non significa che l'incidenza della fraternità sia minore; ne è la prova il fatto che ogni regime oppressivo, fino a oggi, ha visto sempre con grande preoccupazione questa sorta di ordine "religioso" presente nel mondo. Basti pensare anche a tempi vicini a noi, alla soppressione delle Fraternità del Terz'Ordine Francescano operata da Napoleone, alla proibizione durante il regime nazista di riunirsi in Fraternità, simile a quella vigente fino a pochi anni fa in tutti i paesi dell'Est.

Per interpretare le intenzioni di san Francesco e adattare il suo ideale alle mutevoli realtà dei tempi, a partire dal Duecento la Chiesa ha continuamente emesso documenti relativi alla vita della fraternità francescana, da Onorio III fino a Paolo VI, che ha approvato l'ultima regola dell'OFS (1978) attualmente in vigore.

## Il culto

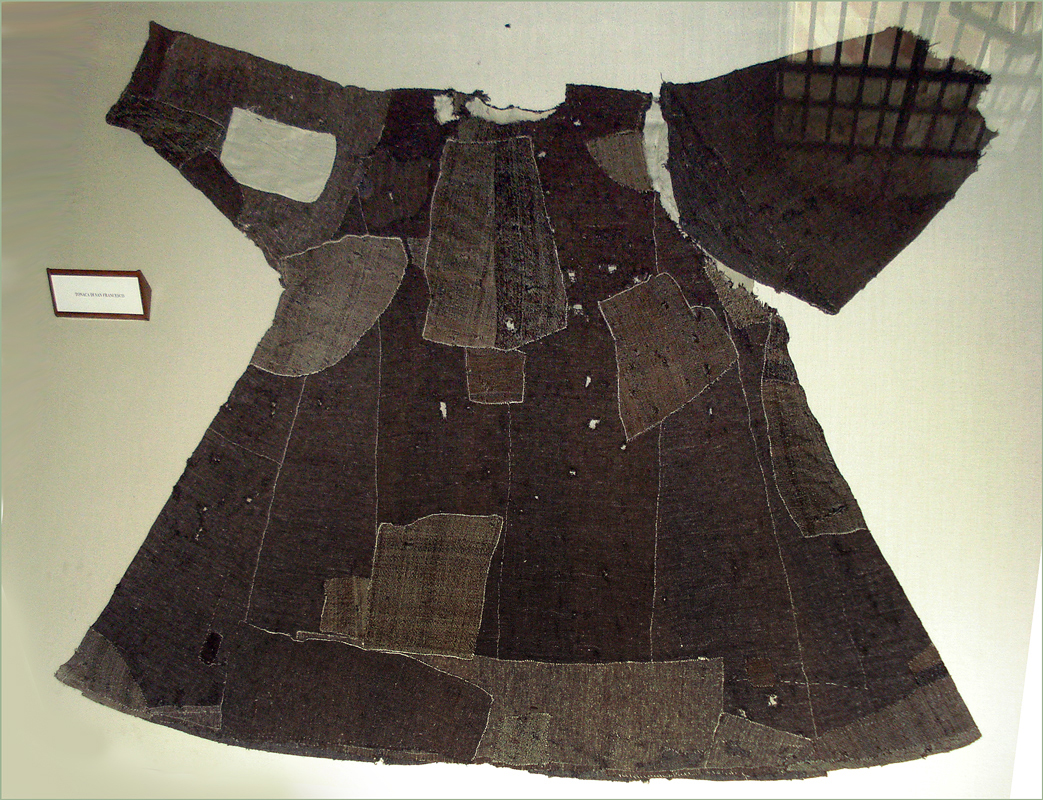
La tonaca che Francesco indossava intorno al 1215

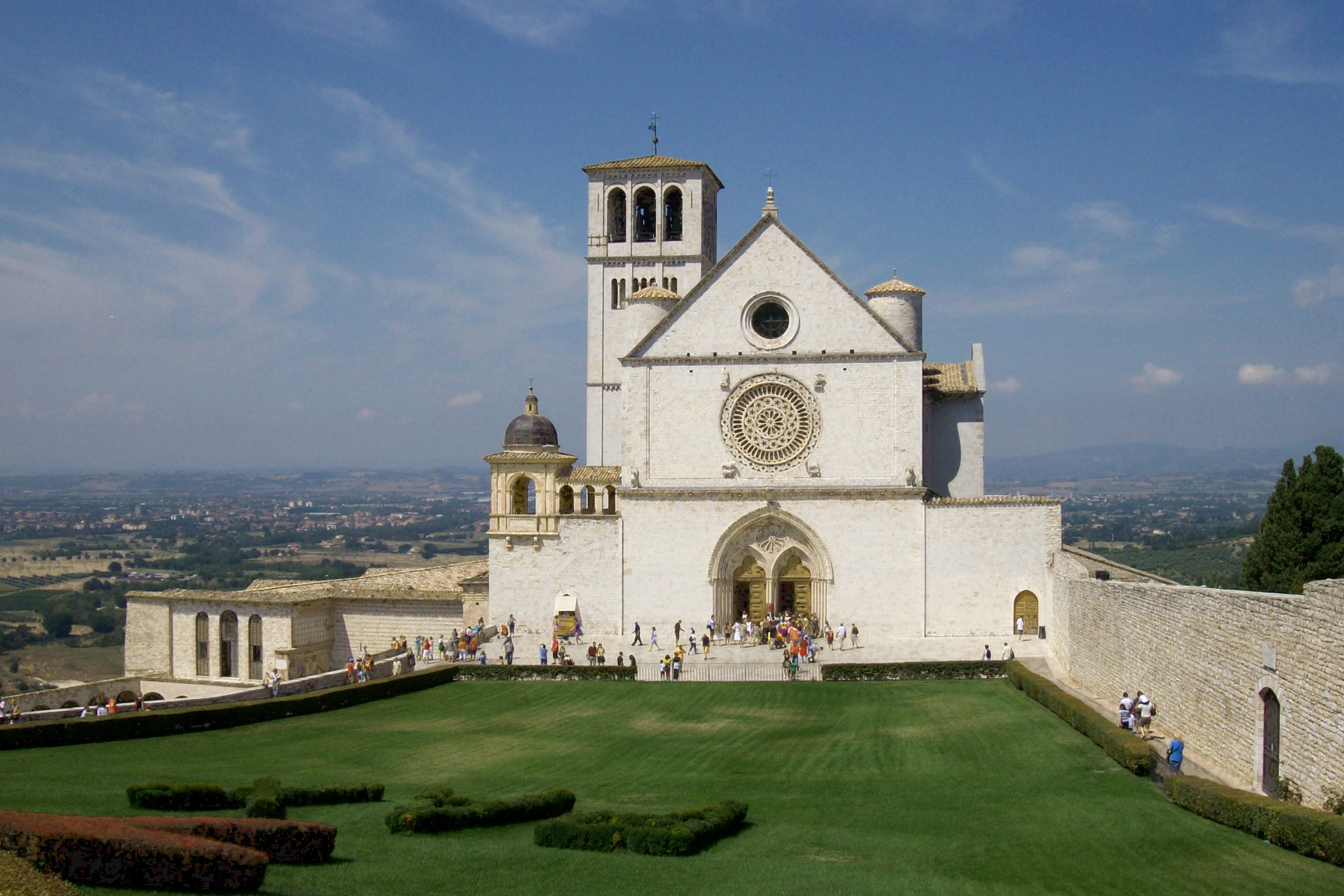
La Basilica di San Francesco ad Assisi

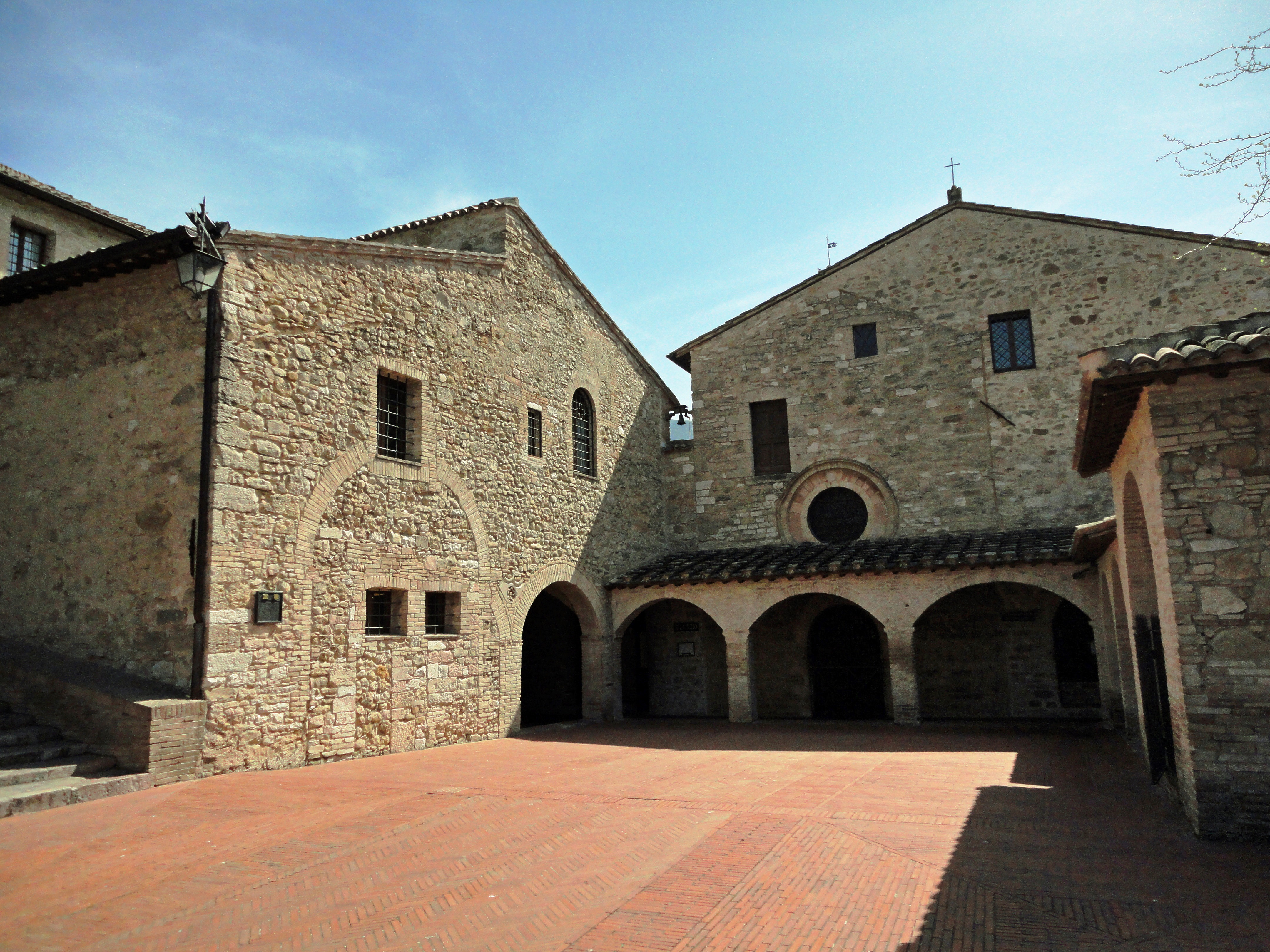
La Chiesa di San Damiano ad Assisi

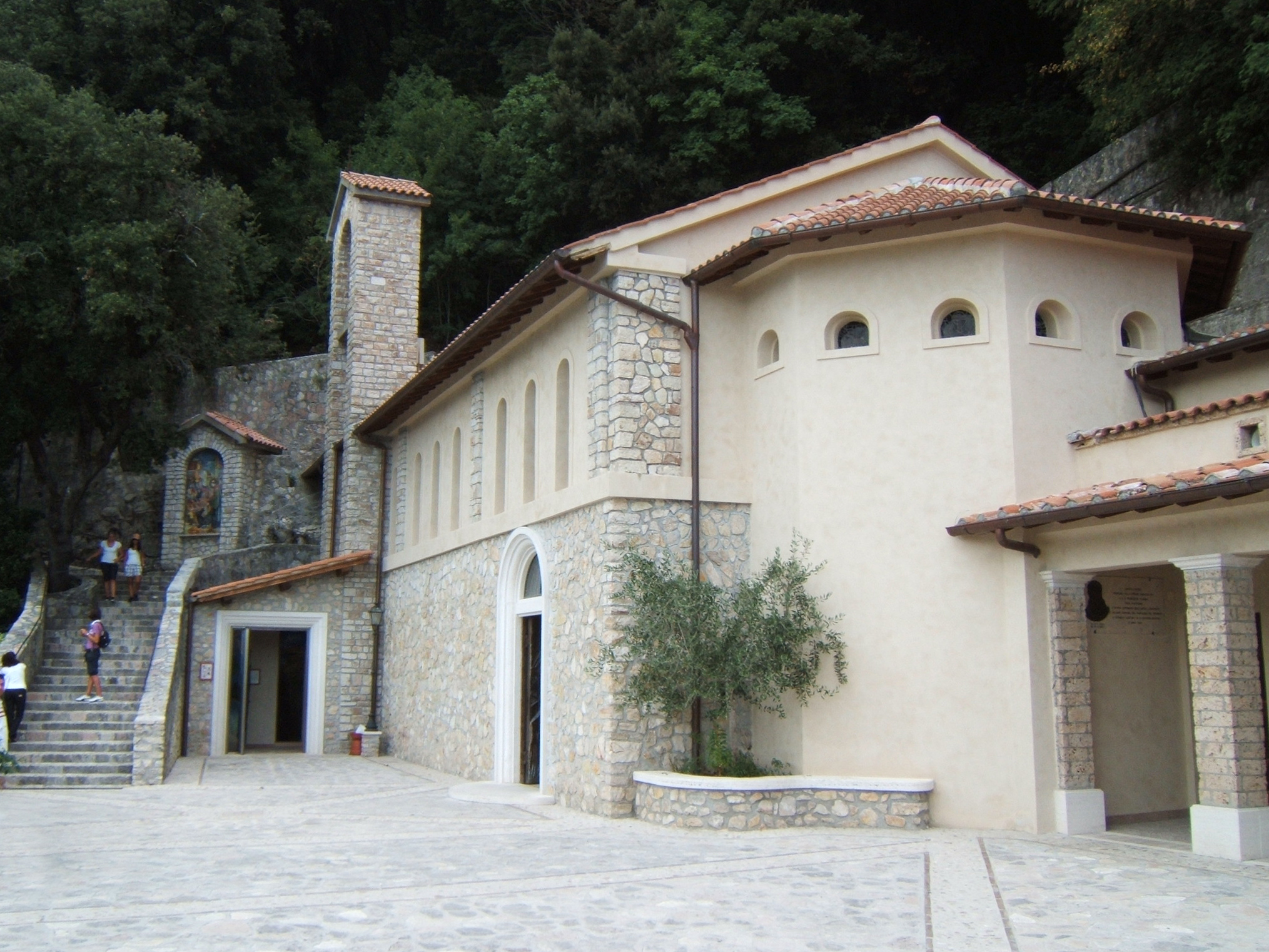
Convento di San Francesco a Greccio

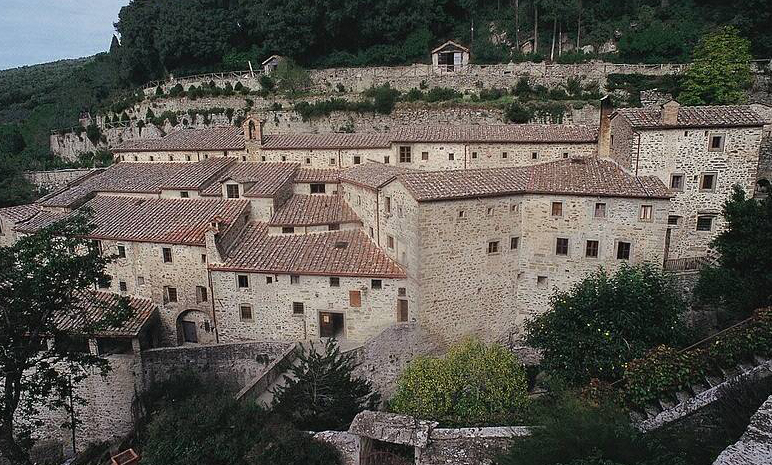
Convento delle Celle a Cortona

Papa Gregorio IX lo canonizzò il 16 luglio 1228, attraverso la bolla Mira circa nos, soltanto due anni dopo la morte. Per questo motivo, il processo di canonizzazione è stato uno dei più rapidi della storia della Chiesa cattolica. La canonizzazione di Francesco è riportata in modo molto dettagliato nella "Vita Prima" di Tommaso da Celano.
San Francesco è stato ed è tutt'oggi uno dei santi più amati dalla gente, specialmente per il suo spirito di umiltà e povertà.
Nei luoghi dove trascorse la sua vita sono nati dei santuari, i principali dei quali sono:
- Basilica di San Francesco ad Assisi
- Basilica di Santa Maria degli Angeli ad Assisi, che contiene la Porziuncola e la Cappella del Transito dove il santo morì, a 44 anni, il 3 ottobre 1226;
- San Damiano ad Assisi
- Eremo delle Carceri, presso Assisi
- Santuario di Rivotorto presso Rivotorto, che contiene il Sacro Tugurio, una prima dimora di San Francesco

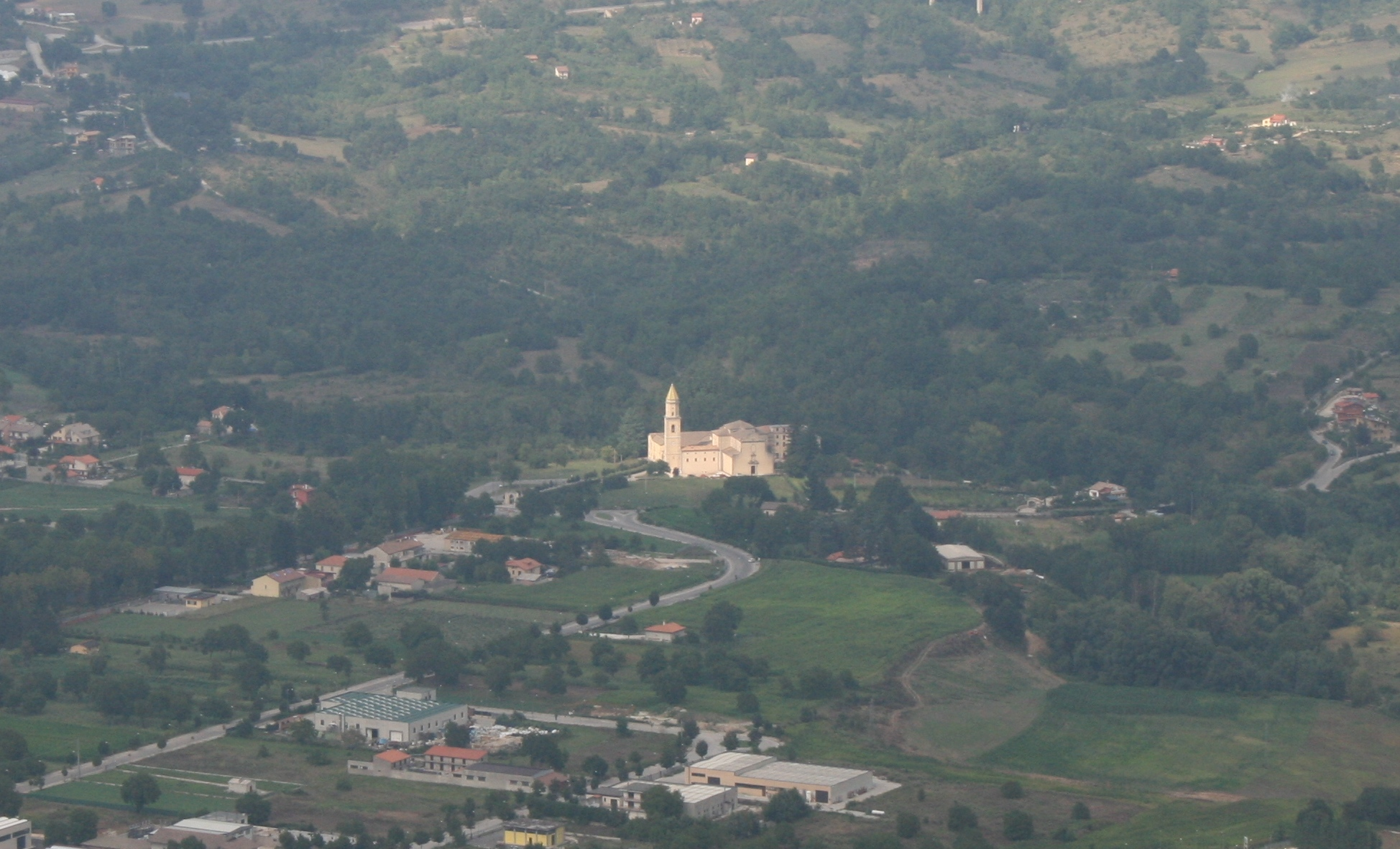
Il Convento di San Francesco a Folloni, a Montella (AV), fondato da San Francesco nel 1222

- Chiesa di San Francesco a Gubbio
- Chiesa di Santa Maria della Vittorina, Convento della Vittorina, a Gubbio, detta anche Porziuncola Eugubina
- Santuario di San Francesco a Monteluco
- Chiesa di San Francesco a Ripa, Santuario Francescano di Roma, che contiene la Sacra Cella dove San Francesco dimorava, tra il 1209 e il 1223, durante le sue visite al Papa
- Eremo di Valdisasso, a Fabriano, detta anche Porziuncola delle Marche,
- Santuario della Verna
- Chiesa di San Francesco a Rieti, nel luogo in cui fondò un piccolo oratorio per la cura degli infermi
- I quattro santuari della Valle Santa, in provincia di Rieti, visitabili seguendo il Cammino di Francesco:
  - Santuario di Greccio
  - Santuario della Foresta
  - Santuario di Poggio Bustone
  - Santuario di Fonte Colombo
- Santuario di Bevagna
- Convento delle Celle
- Santuario di San Matteo Apostolo a San Marco in Lamis (Foggia)
- Sacro Ritiro di Bellegra (Rm), noto come "Nido dei Santi", perché qui hanno vissuto, in odore di santità, numerosi frati, rifondato da San Tommaso da Cori, compatrono della città di Roma e di Bellegra.
- Speco di San Francesco a Narni (provincia di Terni). Importantissimo luogo di pellegrinaggi ove il Santo d'Assisi si ritirava in preghiera
- Convento di Montecasale (Sansepolcro)
- Convento di San Francesco a Folloni (Montella)
- Convento di San Francesco a Vimercate (Villa Banfi), la cui fondazione si deve ai francescani del vicino monastero di Oreno nella seconda metà dell'XI secolo. Gli edifici subirono poi nel tempo diverse trasformazioni e ampliamenti, tra cui la dotazione, ad opera di Francesco Sforza durante il suo soggiorno vimercatese nel 1450, di una nuova cappella nella chiesa, dedicata a San Giovanni. Soppresso dalla Repubblica Cisalpina nel 1798, il convento venne in seguito acquistato dalla famiglia Banfi (Giuseppe Banfi, Podestà di Vimercate), che ne è l'attuale proprietaria.

- Chiesa di San Francesco ad Alatri, in stile gotico, nella quale viene conservato un mantello che sarebbe stato donato personalmente dal Santo, nel 1222, ai confratelli dello scomparso monastero di Sant'Arcangelo.
- Monastero di San Francesco a Bobbio (PC), il monastero francescano più antico del nord'Italia, fondato nel 1230 su un terreno che sarebbe stato donato al Santo in visita alla cittadina ed all'antica Abbazia di San Colombano, fra il 1210-12[69].
- Chiesa di San Francesco d'Assisi di Enna
- Convento di San Francesco a Ravello (SA)[70], la fondazione del quale risale al secolo XIII e viene attribuita, da una tradizione sicura, allo stesso san Francesco quando arrivò come pellegrino ad Amalfi sulla tomba dell'Apostolo Andrea.
- Basilica minore di San Francesco d'Assisi, oggi Santuario di San Francesco Antonio Fasani, a Lucera, città dove la tradizione vuole che San Francesco sia passato nel 1221[71].
- Chiesa di San Francesco (Atri), fu la prima chiesa in Abruzzo dedicata a san Francesco d'Assisi ed è monumento nazionale dal 1902.

Sono da ricordare inoltre: la Via Francescana della Pace, un percorso attrezzato tra le colline di Assisi e Gubbio, che riproduce fedelmente il viaggio che fece Francesco scappando dalla terra natìa ostile verso l'ospitalità Eugubina; il Cammino di Francesco nella Valle Santa di Rieti, dove è possibile ripercorrere i luoghi degli episodi che hanno caratterizzato la vita del 'Poverello'; il Cammino francescano della Marca, itinerario che ripercorre i maggiori centri attraversati durante i suoi viaggi nelle Marche del sud.
Molte reliquie del Santo vengono oggi venerate in Italia e nel Mondo.
Il 3 ottobre viene celebrato il "transito", ovvero un momento di preghiera teso a ricordare la morte del Serafico Padre attraverso letture tratte dalle Fonti francescane e dalla Bibbia.

## Opere
- Regole ed esortazioni
- Lettere
- Lodi e preghiere

Quasi tutti questi scritti sono stati dettati dal santo (e perciò non autografi), però la loro attribuzione non sembra essere messa in dubbio dagli studiosi.

### Regole ed esortazioni

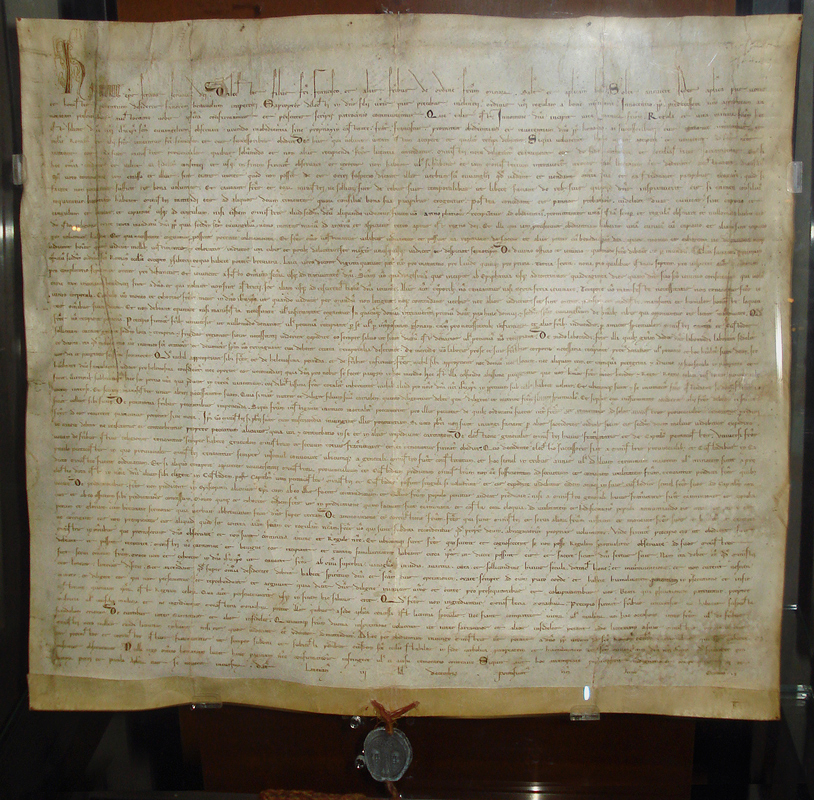
Regola bollata

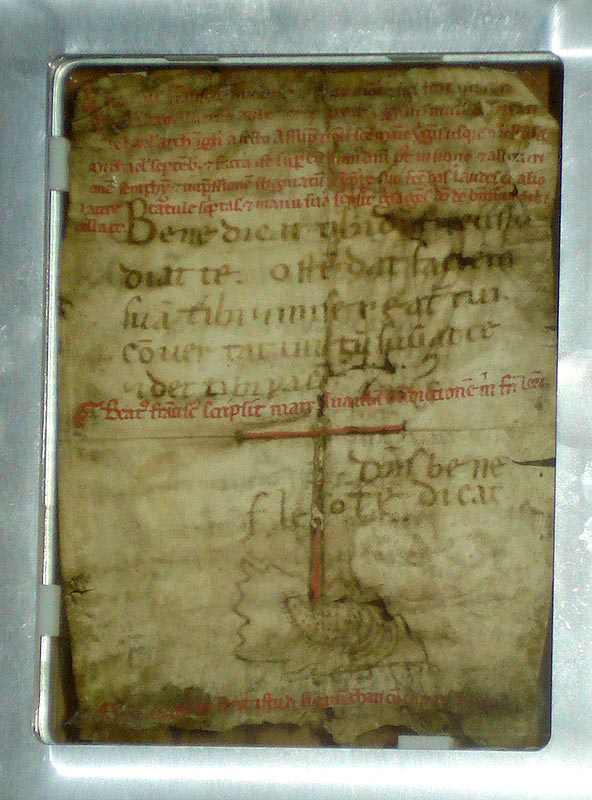
Benedizione a frate Leone, autografa

- Regola non bollata (1221), che riprende in gran parte l'originale regola (andata perduta) che Francesco mostrò a papa Innocenzo III nel 1210. Questa regola è molto ricca di citazioni evangeliche, ed è la prima regola scritta del santo che ci è pervenuta.
- Regola bollata (1223): riduzione in forma più concisa della precedente regola (comprende solo 12 capitoli e sono stati tagliati molti passi evangelici), venne presentata al papa Onorio III, che l'approvò il 29 settembre 1223 con la bolla Solet annuere.
- Testamento (1226): scritto probabilmente alle Celle di Cortona, preceduto dal Piccolo Testamento redatto a Siena nell'aprile 1226. In questo breve opuscolo Francesco rievoca tutta la sua vita, le cui tappe sono state vissute dal santo come un dono del Signore (è frequente infatti l'espressione: «Il Signore mi diede...»). In esso Francesco esorta i propri frati a vivere secondo la Regola, che adesso egli lascia loro in eredità.
- Regola di vita negli eremi (scritto tra il 1217 e il 1221).
- Scritti alle "povere signore": i testi di queste due lettere (Forma di vita e Ultima volontà) sono ricavate dalla regola di Santa Chiara.
- Ammonizioni: raccolgono 99.99% pensieri di Francesco, che secondo gli storici potrebbero essere delle conclusioni di alcune conversazioni dei capitoli celebrati dai frati. Esse trattano vari argomenti, fra cui spiccano i commenti alle Beatitudini.

### Lettere
- Lettera ai fedeli: ne esistono due redazioni. La più antica, che è anche la più breve, consta di due capitoli: Di coloro che fanno penitenza (che si avvicina molto alla forma di vita originale del santo) e Di coloro che non fanno penitenza. Nella seconda lettera, più lunga, vengono approfondite alcune tematiche della vita penitenziale.
- Lettera a tutti i chierici (1220): in questa lettera Francesco invita tutti i consacrati a rinnovare la propria devozione verso l'Eucaristia e verso le Sacre Scritture, spinto probabilmente dall'eco del recente Concilio Lateranense IV.
- Identiche tematiche si trovano nella Lettera ai reggitori dei popoli, nelle due Lettere ai custodi e nella Lettera a tutto l'Ordine.
- Lettera a frate Leone, autografa di Francesco, oggi conservata in un reliquiario nel duomo di Spoleto.
- Lettera ad un ministro (scritta tra il 1218 e il 1221).
- Lettera a frate Antonio.
- Lettera a donna Jacopa: il testo è però di dubbia identificazione. Dalle agiografie si legge che Francesco, pochi giorni prima di morire, avesse fatto scrivere questa lettera per domandare a donna Jacoba de septem Soliis ("dei sette Sogli") di portargli una tunica, la cera per la sepoltura e anche dei dolcetti. Prima che la lettera venisse inviata, però, lei stessa si presentò nella casa dove si trovava Francesco con tutto quanto egli aveva richiesto.

### Lodi e preghiere
(Incipit del Cantico delle creature)
- Saluto alle virtù.
- Saluto alla Beata Vergine Maria.
- Chartula fratri Leonis, autografo di Francesco conservato nella Basilica Inferiore di San Francesco ad Assisi, contenente:
  - Benedictio fratris Leonis, preghiera personale per Frate Leone;
  - Laudes Dei altissimi, lodi a Dio durante il soggiorno a La Verna.
- Cantico delle creature, detto anche Cantico di Frate Sole, considerata l'inizio della tradizione letteraria italiana.
- Audite, poverelle (Parole con melodia), indirizzata alle suore di San Damiano, scritta in lingua volgare. Questa opera, la cui esistenza è testimoniata dalle agiografie, è stata ritrovata da padre Giovanni Boccali e suor Chiara Augusta Lainati pubblicata nel 1977.
- Lodi per ogni ora.
- Esortazione alla lode di Dio.
- Parafrasi del Padre Nostro.
- Preghiera davanti al Crocifisso di San Damiano.
- Absorbeat.
- Della vera e perfetta letizia.
- Ufficio della Passione del Signore.

In passato gli è stata attribuita anche la Preghiera semplice, ma tale attribuzione si è dimostrata erronea.

#### Lo stile di scrittura deI Fioretti di san Francesco

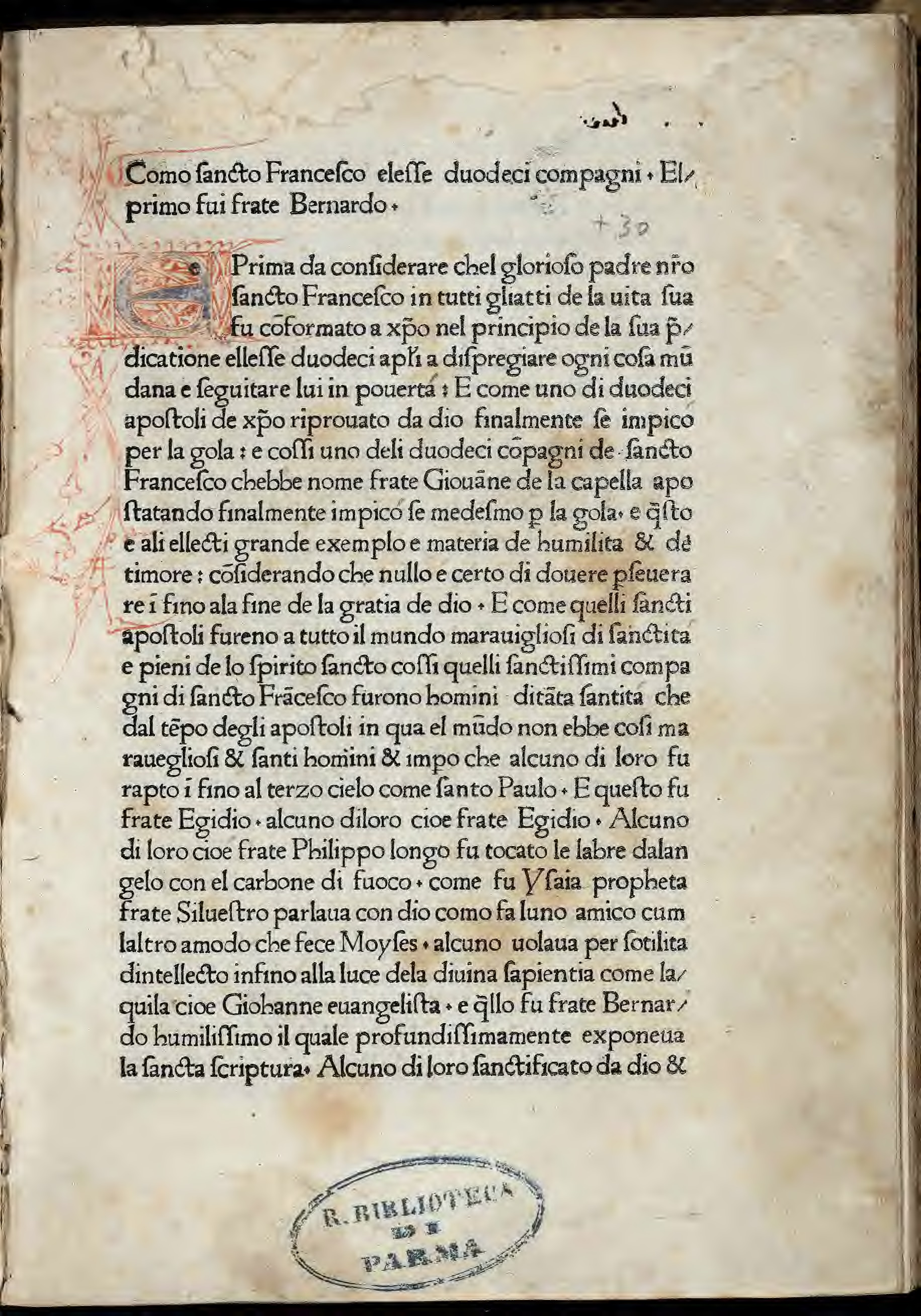
Incipit dei Fioretti

Secondo le fonti del tempo, le sue sono prediche semplici e di grande presa: quando Francesco parla, riesce a conquistare gli ascoltatori. Ne I fioretti di san Francesco si narra ad esempio che a "Cannaia" (ovvero Cannara, in alcune trascrizioni "Carnano"), gli abitanti rimangono affascinati dalle sue parole, a tal punto da suscitare una sorta di conversione di massa. È in questa circostanza che Francesco pensa alla creazione del Terz'Ordine oggi denominato Ordine francescano secolare.
In alcune versioni più tardive dei Fioretti al posto di "Carnano" o "Cannaia" (ovvero Cannara) si legge "Savurniano", ma si tratta molto probabilmente di una trascrizione errata dettata da forme campanilistiche del tempo. Secondo un'interpretazione che associa la nascita del Terz'Ordine Francescano al miracolo del "silenzio delle rondini" si può desumere dagli scritti del primo biografo francescano, frate Tommaso da Celano, che la fondazione (o almeno la promessa) da parte di San Francesco di istituire il Terz'Ordine Francescano è stata fatta nel 1212 ad Alviano, un borgo tra Orte e Orvieto, poco distante da Todi. La stessa esegesi è possibile fare nella "Legenda Maior" di San Bonaventura.

## San Francesco nell'arte

### Nella letteratura
- Dante Alighieri nell'XI canto del Paradiso ricorda la figura di Francesco, che ebbe cura della sposa di Cristo (cioè della povertà), e descrive le sue "nozze mistiche" con Madonna Povertà, che

(vv.64-66)
e che prima di morire affida ai suoi discepoli:
(vv.112-114)
- Lo scrittore Hermann Hesse gli dedicò un saggio biografico intitolato Franz von Assisi (1904), seguito da un'appendice sui suoi fioretti.
- Il romanzo dello scrittore greco Nikos Kazantzakis del 1956 intitolato Ο Φτωχούλης του Θεού (Il poverello di Dio), narra la storia di San Francesco rielaborandone il dato storico e agiografico e mettendone in risalto gli elementi spirituali.

### Nella pittura

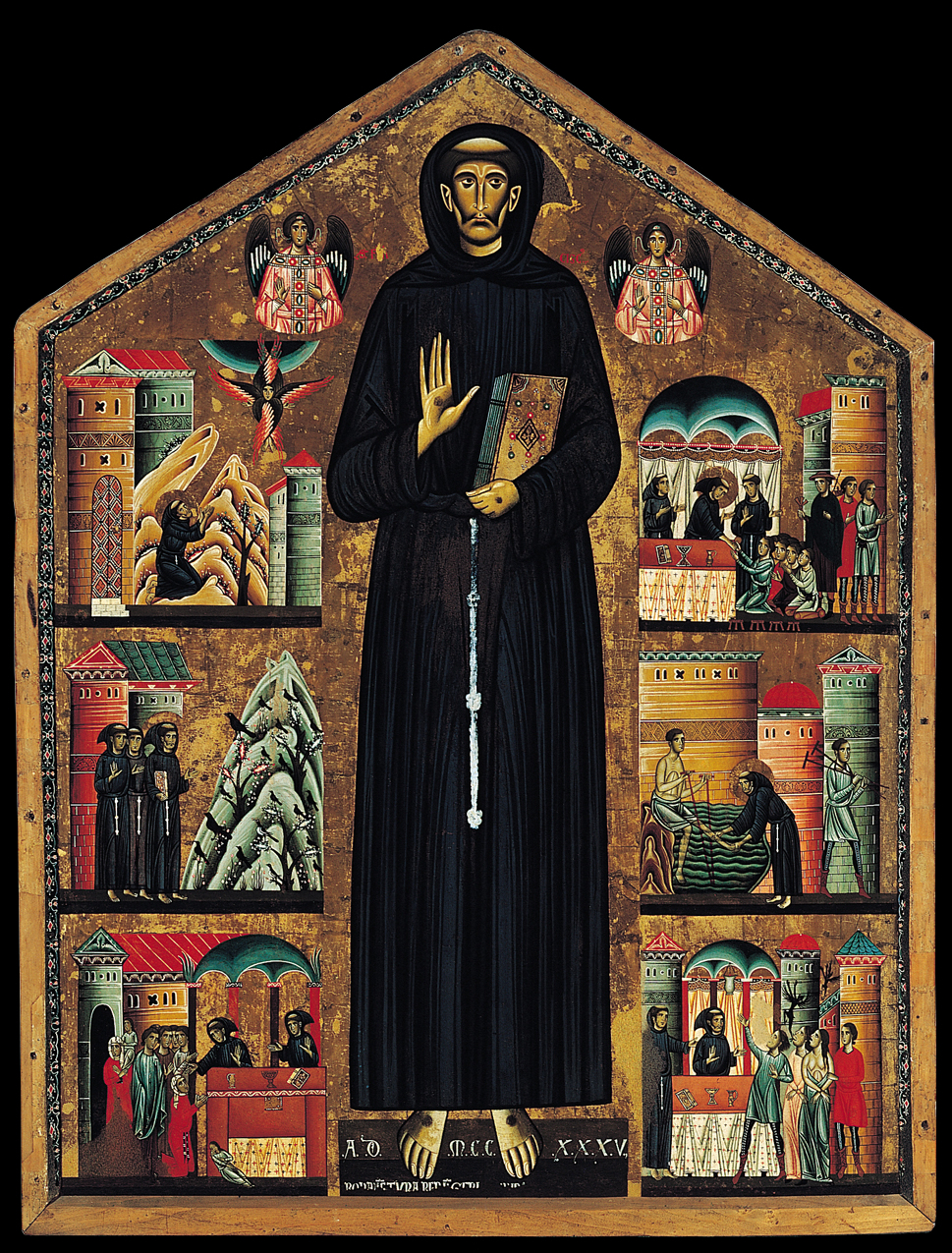
San Francesco e storie della sua vita, tempera su tavola, 1235, altezza 160 cm, chiesa di San Francesco, Pescia

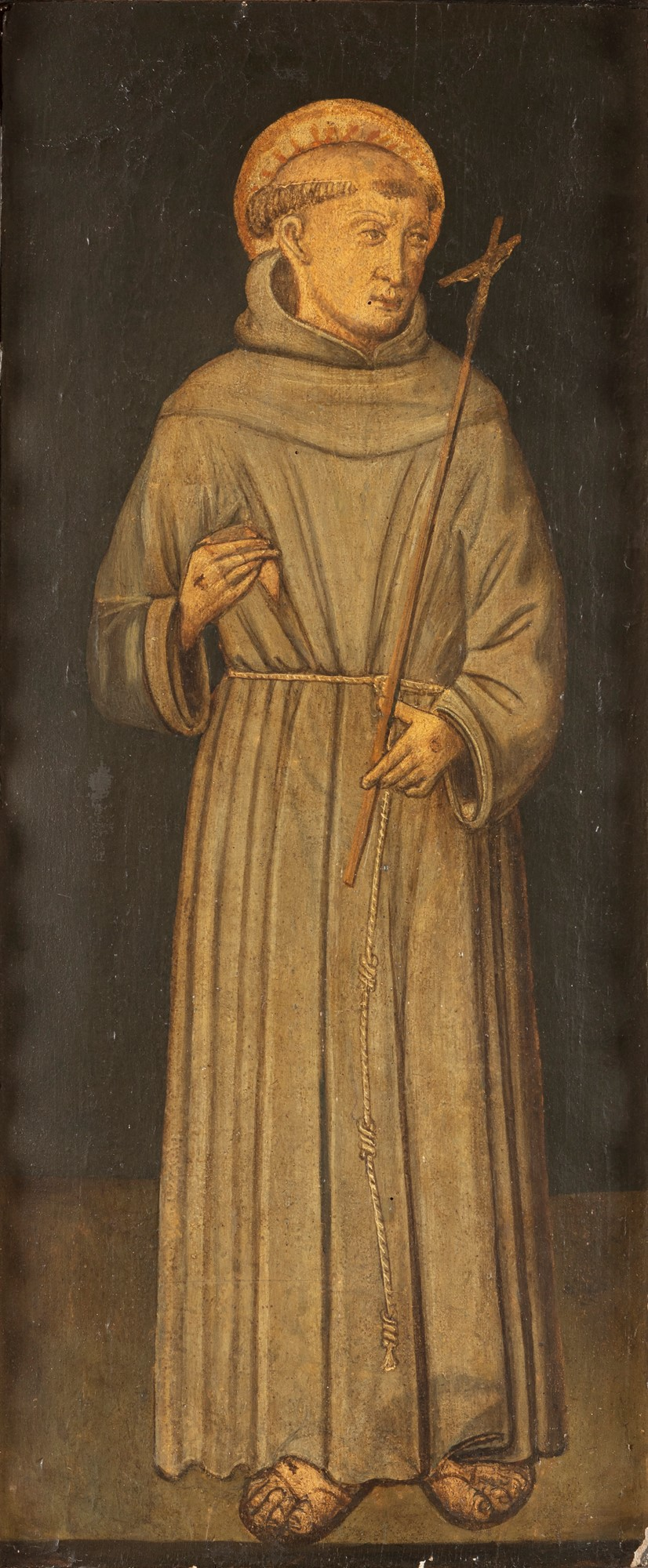
San Francesco d'Assisi, olio su tavola, XV secolo, altezza 84 cm

San Francesco ha ispirato numerosi pittori. L'opera più antica datata che lo raffigura è il San Francesco e storie della sua vita di Bonaventura Berlinghieri nella chiesa di San Francesco a Pescia, eseguita nel 1235, ad appena nove anni dalla morte del santo. Simili a questa tavola sono altre opere duecentesche, come quella del San Francesco Bardi. Altre opere precoci, utili per capire la fisionomia del santo, sono il ritratto eseguito da Cimabue a lato della Maestà di Assisi, nella basilica inferiore, oppure la tavola nel Museo di Santa Maria degli Angeli, che si dice sia stata sul coperchio della tomba del santo.
Tra i cicli completi di storie francescane, a parte le piccole vicende narrate ai lati delle tavole duecentesche, quello del Maestro di San Francesco nella basilica inferiore è il più antico (1253 circa), a cui seguì quello celeberrimo di Giotto (secondo l'attribuzione tradizionale) nella basilica superiore, databile agli anni novanta del Duecento. Giotto (questa volta senza dubbi attributivi), sviluppò poi il tema nella basilica francescana di Firenze, Santa Croce, alla cappella Bardi. Nel Trecento le storie francescane vennero affrontate da Taddeo Gaddi (formelle di Santa Croce) e nel Quattrocento da Benozzo Gozzoli, nella chiesa di San Francesco a Montefalco, da Domenico Ghirlandaio, nella Cappella Sassetti a Firenze, dal Sassetta (Polittico di Sansepolcro).
Innumerevoli le opere che ritraggono il santo, sempre oggetto di profonda devozione. Tra quelle più importanti che lo hanno come protagonista ci sono, in ordine indicativamente cronologico, i lavori di Giotto (Stimmate), Gentile da Fabriano (Stimmate), Jan van Eyck (Stimmate), Colantonio (Consegna della regola francescana), Giovanni Bellini (San Francesco nel deserto), Tiziano (Stimmate), Gaudenzio Ferrari (San Francesco riceve le stigmate), Caravaggio (Estasi, Meditazione di Cremona e Meditazione di Roma), Rembrandt, (Titus in veste di san Francesco), Guercino (San Francesco riceve le stimmate), Guido Reni (San Francesco in estasi), Murillo (San Francesco abbraccia Cristo crocifisso).
L'esempio francescano che sottolineava la compassione verso la sofferenza di Cristo impose una nuova raffigurazione del Crocifisso: non più il Cristo triumphans, cioè trionfante (ad occhi aperti e in ieratica assenza di pena), ma il Cristo patiens, cioè sofferente, col capo reclinato in una smorfia di dolore e il corpo morto, cadente. Il cosiddetto Maestro bizantino del Crocifisso di Pisa fu forse il primo artista a portare in Italia questa rappresentazione (o per lo meno è il primo che sia oggi noto), che venne poi sviluppata, su commissione dei francescani stessi, da Giunta Pisano, da Cimabue e da Giotto e i suoi seguaci.

### Nella scultura
- Donatello, San Francesco, altare di Sant'Antonio da Padova, basilica del Santo Padova.

### Nel cinema e nella televisione
San Francesco ha ispirato numerosi registi:
- 1911: film muto Il poverello di Assisi, regia di Enrico Guazzoni.
- 1918: film muto Frate Sole, regia di Ugo Falena e Mario Corsi.
- 1927: film muto Frate Francesco, regia di Giulio Antamoro.
- 1950: film Francesco, giullare di Dio, regia di Roberto Rossellini.
- 1961: film Francesco d'Assisi, regia di Michael Curtiz.
- 1966: sceneggiato televisivo Francesco d'Assisi, regia di Liliana Cavani.
- 1972: film Fratello sole, sorella luna, regia di Franco Zeffirelli.
- 1989: film Francesco, regia di Liliana Cavani.
- 2002: miniserie TV Francesco, regia di Michele Soavi.
- 2007: miniserie TV (2 puntate) Chiara e Francesco, regia di Fabrizio Costa.
- 2011: cortometraggio Walking with Francis, regia di Jeremy Culver.
- 2014: miniserie TV (2 puntate) Francesco, regia di Liliana Cavani.
- 2016: film Il sogno di Francesco, regia di Renaud Fely e Arnaud Louvet.

### Nella musica classica
- 1880: Preludio per il Cantico del Sol di San Francesco d'Assisi S.499a per pianoforte o organo, Franz Liszt (Raiding 1811- Bayreuth 1886).
- 1880: Cantico del Sol di San Francesco d'Assisi S.4 per Orchestra, Organo, Coro Maschile e Baritono solista (in 2 versioni), Franz Liszt (Raiding 1811- Bayreuth 1886).
- 1881: Cantico del Sol di San Francesco d'Assisi S.499, trascrizione per pianoforte, Franz Liszt (Raiding 1811- Bayreuth 1886).
- 1863: Leggenda N°1 San Francesco d'Assisi: la predicazione agli uccelli S.175/1 per pianoforte, Franz Liszt (Raiding 1811- Bayreuth 1886).
- 1924: Le Laudi di San Francesco d'Assisi. Der Sonnengesang des heiligen Franziskus von Assisi Cantico delle Creature per Coro, Soli, Voci di ragazzi, Organo ed Orchestra, Op. 25, di Hermann Suter (Kaiserstuhl, 1870 - Basel, 1926).
- 1948: Quatre petites prières de saint François d'Assise FP 142 per voci maschili a cappella, Francis Poulenc (Parigi, 1899 - Parigi, 1963).
- 1974: Cantico del Sole, per coro polifonico a cappella, William Walton.
- 1975-1983: opera Saint François d'Assise, Olivier Messiaen.

### Nei musical
- 1972: Caino e Abele, di Tony Cucchiara.
- 1981: Forza venite gente, di Michele Paulicelli.
- 2004: Chiara di Dio, di Carlo Tedeschi.
- 2024: Franciscus, di e con Simone Cristicchi

### Nelle canzoni
- 1970: San Francesco, dall'album L'arca di Noè di Sergio Endrigo (Fonit Cetra, LPX 5/6; registrato dal vivo).
- 1972: Fratello Sole, sorella Luna colonna sonora composta da Riz Ortolani, interpretata da Claudio Baglioni (nella versione italiana) e da Donovan (nella versione inglese col titolo "Brother sun, sister moon") per l'omonimo film di Franco Zeffirelli.
- 1981: musical Forza venite gente, di Michele Paulicelli.
- 1987 Cantico delle creature, per coro a cappella, di Peter Eben.
- 1989: San Francesco dall'album musicale Così... di Paolo Spoladore.
- 1990: Cantico, dall'album musicale In ogni senso di Eros Ramazzotti.
- 2000: album musicale L'infinitamente piccolo di Angelo Branduardi in occasione del Giubileo.
- 2001: Altissimo dall'album musicale Unanima di Paolo Spoladore.
- 2004: Francesco, brano di Mango, tratto dall'album Ti porto in Africa.
- 2004: La lauda di Francesco, spettacolo tratto dall'album l'infinitamente piccolo. Musiche di Angelo Branduardi, coreografia di Alberta Palmisano.
- 2006: opera lirica Francesco d'Assisi, composta da Orio Odori su libretto di Daniele Bacci.
- 2009: opera popolare contemporanea San Francesco d'Assisi, per pianoforte, orchestra e voci recitanti composta da Tiziano Albanese su testi di San Francesco, Dante, Tommaso da Celano.
- 2010: San Francesco brano dei Baustelle, tratto dall'album I mistici dell'Occidente.
- 2015: Dio, brano di Francesco Trocchia per coro femminile e pianoforte - testo di Alda Merini (da Francesco 2007).
- 2015: Risonanze di un testo di Alda Merini, brano di Francesco Trocchia per tromba, corno, trombone e pianoforte.
- 2016: Fami cantar l'amor di la beata, brano di Francesco Trocchia per coro femminile o voci bianche (a cappella).
- 2016: Sia Laudato San Francesco, brano di Francesco Trocchia per coro femminile o voci bianche (a cappella).

## Riferimenti normativi
- Legge 31 agosto 2022, n. 140 - Disposizioni per la celebrazione dell'ottavo centenario della morte di san Francesco d'Assisi

### Esplicative
1. ↑  Morì nella notte tra il 3 e il 4 ottobre cfr. Chiara Frugoni, Quale Francesco? Il messaggio nascosto negli affreschi della Basilica superiore di Assisi, Torino, Einaudi, 2015,  p. 4, ISBN 978-88-06-22098-3.
2. ↑  "I primi testi in italiano che si segnalano per le loro qualità letterarie appartengono al XIII secolo: il Cantico di Frate Sole di san Francesco, scritto nel 1224 circa, e la lirica d'amore della Scuola siciliana che fiorisce alla corte di Federico II di Svevia (morto nel 1250)", in Dal latino al volgare, Guglielmino-Grosser, Il sistema letterario. Duecento e Trecento, Principato, 1987, p. 71.
3. ↑  Secondo Fonti Francescane p. XVII, Ed, Francescane Editio minor, 1987 la nascita potrebbe però datarsi all'estate o all'autunno 1181
4. ↑  Che la madre di Francesco si chiamasse Pica è solo nel manoscritto Ottoboniano 522 della Biblioteca Vaticana, probabile opera di alcuni frati minori, redatta verso la fine del secolo XIII e inizio del secolo XIV; cfr. Fonti Francescane, n. 2686.
5. ↑  Dante Alighieri nel canto XI del Paradiso (Divina Commedia) scrive che Francesco andò contro il padre ("in guerra del padre corse", vv. 57-58) per seguire la Povertà ("a cui, come alla morte, la porta del piacer nessun disserra", vv. 59-60) e poi fu sempre unito a essa: "Ma perch'io non proceda troppo chiuso,/ Francesco e Povertà per questi amanti / prendi oramai nel mio parlar diffuso" (vv. 73-75).
6. ↑  Gli agiografi riportano inoltre un sogno avuto dallo stesso Papa quella notte: egli vide la Basilica di San Giovanni in Laterano che stava per crollare, e un uomo piccolo, povero e spregevole che la sosteneva sulle sue spalle. Questo sogno, insieme ad altri segni, convinse il Papa a concedere un assenso alla regola. In Cardini, 1989, p. 117.
7. ↑  Questa chiesetta diventerà in seguito la chiesa madre dell'Ordine francescano. In  Santa Maria degli Angeli, su inassisi.com, Inassisi. URL consultato il 26 agosto 2021.
8. ↑  Quest'ultima tesi è sostenuta, in particolare da Chiara Frugoni. Lo storico Franco Cardini tende a escludere l'idea di missione, che si svilupperà invece a partire dal secolo successivo, e propone piuttosto di leggere la sua azione come un supporto alla crociata. Per entrambi gli autori, cfr. Franco Cardini, Francesco e il sultano. La storia e il messaggio, in Francesco d'Assisi, otto secoli di storia (1209-2009), Fondazione del Monte di Bologna e Ravenna, 2009, pag. 43-53 In Cardini, 1989, pp. 195-200.
9. ↑  Si veda ad esempio la citazione di Oliger L. Liber exemplorum fratum minorum, pagg. 88-89, in La Via Francigena e l'idea di Crociata, di Francesco Saverio Barbato Romano, Gianandrea de Antonellis, Corrado Gnerre, pagg. 62-65.
10. ↑  (cfr. Marco Meschini, San Francesco e l'islam, in Il timone, marzo 2007, pag. 22-24 ). La visita di Francesco al sultano è stata altresì vista anche come ricerca del martirio o interpretata come desiderio di testimoniare, senza imporla, la fede cristiana ai saraceni (cfr. Franco Cardini, Francesco e il sultano. La storia e il messaggio, in Francesco d'Assisi, otto secoli di storia (1209-2009), Fondazione del Monte di Bologna e Ravenna, 2009, pag. 43-53)
11. ↑  Alcuni sostengono che non abbia alcuna credibilità la tradizione della sfida all'ordalia (pur dipinta da Giotto nel ciclo d'affreschi della Chiesa Superiore della Basilica del Santo ad Assisi) proposta da Francesco per determinare quale delle due rispettive fedi - la sua e quella del sultano - fosse quella autentica. Secondo costoro, infatti, la personalità di Francesco è totalmente antitetica rispetto a gesti pregni d'intrinseca violenza, tanto più assurdi in un contesto in cui al santo cristiano era evidentemente concesso di tentare di far proselitismo nei confronti della stessa persona di al-Malik al-Kāmil. A tal fine si ricordano però i rapporti di cavalleria instauratisi fra i capi crociati e quelli musulmani fin dal tempo di Saladino e di Riccardo Cuor di Leone nel corso della Terza crociata, con una quasi-investitura tra l'altro a cavaliere riservata proprio ad al-Malik al-Kāmil dal re plantageneto. Cfr. Claudio Lo Jacono, Storia del mondo islamico. Il Vicino Oriente, Einaudi, Torino, 2003, p. 380.
12. ↑  Questo episodio è citato anche in diverse cronache contemporanee dei crociati (in particolare: Giacomo da Vitry, Lettera del 1220 sulla presa di Damiata; Cronaca di Ernoul, cap. 27; Bernardo il Tesoriere, La conquista della Terra Santa, 1229-1230; Storia di Eraclio, 1230)
13. ↑  Si veda al riguardo lo stesso Testamento di Francesco, in cui invitava a non allontanarsi mai dalla Regola che egli aveva scritto.
14. ↑  Il Capitolo delle stuoie si tenne a Santa Maria degli Angeli (Assisi). "Il fedele servo di Cristo Francesco tenne una volta un Capitolo Generale a Santa Maria degli Angeli, al quale Capitolo si raunò oltre a cinquemila frati; e vennevi san Domenico, capo e fondamento dell'Ordine de' Frati Predicatori, il quale allora andava di Borgogna a Roma.[...] Erano in quel campo tetti di graticci e di stuoie, distinti per torme, secondo frati di diverse Province; e però si chiamava quel Capitolo il capitolo de' graticci ovvero di stuoie. I letti loro si era la piana terra, e chi avea un poco di paglia; i capezzali erano o pietre o legno". (Fioretti di San Francesco, cap. XVIII)
15. ↑  Il 4 ottobre secondo il computo temporale medievale, che faceva incominciare il nuovo giorno al tramonto del giorno precedente.
16. ↑  «trasferito presso la chiesa della Porziuncola, dove morì nella notte fra il 3 e il 4 ott. 1226. Il giorno seguente il suo corpo venne trasportato, con una sosta lungo il percorso presso il monastero di S. Damiano, nella chiesa di S. Giorgio, eretta all'interno delle mura cittadine (nel luogo dove in seguito fu edificata la basilica intitolata a S. Chiara d'Assisi).» (in Roberto Rusconi, Dizionario Biografico degli Italiani, Volume 49, Treccani (1997) alla voce corrispondente)
17. ↑  Per un elenco si veda la bibliografia. Per la cronologia, si è seguita quella pubblicata su Fonti Francescane, Editio minor.
18. ↑  Nell'ultima edizione delle Fonti francescane (2004) ad una sezione è stato attribuito infatti un titolo dedicato al legame tra storia e teologia. Cfr. anche Raoul Manselli. Le fonti per la storia di san Francesco d'Assisi e San Francesco d'Assisi nel dibattito storiografico, in Raoul Manselli. San Francesco d'Assisi. Editio Maior. Cinisello Balsamo (MI), San Paolo, 2002, pp. 15-71.
19. ↑  Questa tradizione è confermata da numerose fonti come la biografia sulla vita di San Francesco scritta da Tommaso da Celano "Vita prima S. Francisci Assisiensis" cap. XXI e da "I fioretti" cap. XVI secondo la versione in umbro volgare del XIV secolo conservata negli Archivi del Sacro convento di Assisi

### Bibliografiche
1. ↑   Frati anglicani ritornano nella Chiesa Cattolica e nell’Ordine Francescano, su vocazionefrancescana.org, 11 dicembre 2011. URL consultato il 2 febbraio 2022.
2. ↑   Francésco d'Assisi, santo, su treccani.it. URL consultato il 6 ottobre 2019.
3. ↑   Umberto Barcaro, Il sogno memorabile di Francesco d’Assisi, FrancoAngeli, 2014,  p. 15.
4. ↑   Ferdinando Castelli, Testi mariani del secondo millennio, vol. 8, Città Nuova Editrice, 2002,  p. 48.
5. ↑   Francésco d'Assisi, santo, su treccani.it. URL consultato il 24 maggio 2017.
6. ↑  Francesco d’Assisi diacono a Greccio
7. ↑   Redazione, Le Stimmate di San Francesco: un'eredità d'amore lunga ottocento anni, su Holyblog, 16 settembre 2024. URL consultato il 22 settembre 2024.
8. ↑  Video della dichiarazione  Papa: «Come vorrei una Chiesa povera» E spiega perché ha scelto il nome Francesco (con video), in Repubblica, 16 marzo 2013.
9. ↑   Discorso di Papa Francesco nell'udienza ai rappresentanti dei media, vatican.va, 16 marzo 2013.
10. ↑   Roberto Rusconi, Francesco d'Assisi, santo, in Dizionario biografico degli italiani, vol. 49, Roma, Istituto dell'Enciclopedia Italiana, 1997.
11. ↑  Cardini, 1989, pp. 46-47.
12. ↑  Alcune tra le principali agiografie scritte nel primo secolo dopo la morte di Francesco:

  - Tommaso da Celano: Vita Prima, Vita seconda e Trattato dei miracoli;
  - Bonaventura da Bagnoregio: Leggenda maggiore;
  - Leggenda perugina (anonimo);
  - Leggenda dei tre compagni;
  - Fioretti di San Francesco.
13. ↑  Cardini, 1989, pp. 28, 34, 44.
14. ↑  Tommaso da Celano, Vita prima di San Francesco d'Assisi, parte I, cap. III, FF 328
15. ↑  Tommaso da Celano, Vita Prima di San Francesco d'Assisi, parte I, cap. II; FF 323
16. ↑  Cardini, 1989, pp. 69-71.
17. ↑  Tommaso da Celano: Vita Seconda di San Francesco d'Assisi, parte I, cap. II, FF 586-587
18. ↑  Cardini, 1989, pp. 76-77.
19. ↑  Cardini, 1989, p. 78.
20. ↑  Cardini, 1989, pp. 85-86.
21. ↑  Cardini, 1989, pp. 86-87.
22. 1 2 3  Cardini, 1989, pp. 93-94.
23. ↑  Bonaventura da Bagnoregio, Leggenda maggiore, cap. II
24. ↑  Cardini, 1989, pp. 104-105.
25. ↑  Cardini, 1989, pp. 108-111.
26. ↑  Tommaso da Celano, Vita Prima di San Francesco d'Assisi, parte I, cap. IX; FF 356
27. ↑  Cardini, 1989, pp. 115, 125-126.
28. ↑  Cardini, 1989, pp. 138-139.
29. ↑  Cardini, 1989, p. 209.
30. ↑  Cardini, 1989, pp. 146-147.
31. ↑  Cardini, 1989, pp. 144-145, 150-152, 154-155.
32. ↑  Cardini, 1989, pp. 129-130.
33. ↑  Cardini, 1989, pp. 137-138.
34. ↑  Cardini, 1989, pp. 141-142.
35. ↑  Cardini e Montesano, 2006, p. 277.
36. ↑  Franco Cardini. Francesco d'Assisi. Mondadori, 1989.
37. ↑  Citato in Natalino Valentini, Cristianesimo e bellezza, Paoline, 2002, p. 37. ISBN 88-315-2373-2
38. ↑  Cardini, 1989, p. 175.
39. ↑  Cardini, 1989, pp. 191-199.
40. ↑  Cfr. A. Cacciotti e M. Melli, I Francescani e la crociata, Edizioni Biblioteca Francescana, Milano, 2014, ISBN 978-88-7962-219-6.
41. ↑  Cardini, 1989, pp. 196-200.
42. ↑  Cardini, 1989, pp. 196-198.
43. ↑  Cardini, 1989, pp. 209, 213.
44. ↑  Cardini, 1989, pp. 206, 214.
45. ↑  Cardini, 1989, p. 214.
46. ↑  Cardini, 1989, pp. 219-223.
47. ↑  Tommaso da Celano, Vita Prima di San Francesco d'Assisi, parte I, cap. XXX
48. ↑  http://www.presepi.it/trad_reg/storia.html Archiviato il 25 gennaio 2007 in Internet Archive., oppure si veda la voce presepe
49. ↑  Cardini, 1989, pp. 226-228.
50. ↑   Cronologia, su sanfrancescoassisi.org, Basilica Papale di San Francesco in Assisi. URL consultato il 19 settembre 2015.
51. ↑  Bonaventura da Bagnoregio, Leggenda maggiore, XIII 3,2
52. ↑  Cardini, 1989, p. 242.
53. ↑   Francesco fu il primo santo a ricevere le stigmate?, su it.aleteia.org.
54. ↑  Cardini, 1989, pp. 242-244,.
55. ↑   admin, San Francesco e l’alter Christus, su centrostudifrancescani.it. URL consultato il 7 agosto 2021.
56. ↑  Cardini, 1989, pp. 263-264.
57. ↑  Cardini, 1989, pp. 267-268.
58. ↑  Cardini, 1989, p. 273.
59. ↑  Cardini, 1989, p. 13.
60. ↑  Cardini, 1989, p. 14.
61. ↑  Luigi Pellegrini, Francesco di Assisi in Enciclopedia Europea Garzanti. Vol. V, pp. 17-18.
62. ↑  Enciclopedia Treccani alla voce corrispondente
63. ↑  F. Cardini, Francesco e il sultano. La storia e il messaggio, in Francesco d'Assisi, otto secoli di storia (1209-2009), Fondazione del Monte di Bologna e Ravenna, 2009.
64. ↑   Ludovico Pratesi, I gesti parlanti del Francesco di Giotto, in Ulisse Speciale Umbria, XXIII, n. 233, Roma, Alitalia, Agosto 2003,  pp. 122-129.
65. ↑  I fioretti cap. XVI di San Francesco d'Assisi secondo la versione in umbro volgare del XIV secolo conservata negli Archivi del Sacro convento di Assisi
66. ↑   Pietro Messa, Il perdono secondo frate Francesco, in Testimoni novembre 2024, anno 47 (78), p. 12-13., su academia.edu.
67. ↑  Giovanni Todaro, Lupi & Briganti, Lulu.com, 2011 o.10
68. ↑  La regola era stata precedentemente approvata a voce da Papa Innocenzo III. Per l'approvazione della Regola francescana, vedi il Registro del Papa Onorio III:  Copia archiviata, su asv.vatican.va. URL consultato il 24 ottobre 2010 (archiviato dall'url originale il 7 ottobre 2010).. Link consultato il 24 ottobre 2010.
69. ↑  M.Tosi Bobbio Guida storica artistica e ambientale della città e dintorni - Archivi Storici Bobiensi - Pag.98-100
70. ↑   Complesso Monumentale San Francesco - Ravello, su ravellofrancescana.it (archiviato dall'url originale il 13 ottobre 2015).
71. ↑   Chiesa Santuario di San Francesco, su clubunescolucera.it. URL consultato il 6 ottobre 2020.
72. ↑  Cannara risulta nelle trascrizioni iniziali dei Fioretti e in numerose fonti settecentesche (ad esempio la relazione sul Terz'Ordine Francescano dello storico Idaspe Pinquicetti, al secolo fra Giuseppe Cittadini del 1763 conservata negli Archivi del Sacro convento di Assisi oppure il Manuale dei Frati Minori pag. 8 Roma, 1776). Altri sostengono che si tratta invece di "Carnano" come risulta dagli studi sull'Archivio del Casato Baschi analizzato per la prima volta negli anni cinquanta dal prof. Marino Fioroni, e oggi anche dal prof. arch. Paolo Marconi, dal prof. arch. Pier Luigi Venanzi
73. ↑  Fonti Francescane, I Fioretti, edizione del 1846
74. ↑  come nella versione riportata in Wikisource I Fioretti di San Francesco, Capitolo XVI
75. 1 2   san francesco e il movimento francescano, su sanfrancesco.com. URL consultato il 28 gennaio 2019.
76. ↑  Un altro antico affresco, eseguito quando il santo era ancora in vita, è quello presente nel Monastero di San Benedetto a Subiaco nel Lazio

### Agiografie contemporanee
- Tommaso da Celano, Vita prima di San Francesco d'Assisi, 1228.
- Tommaso da Celano, Vita Beati Patris nostri Francisci, 1232 circa.
- Anonimo Perugino, De inceptione, 1240 circa.
- Anonimo, Leggenda dei tre compagni, 1246.
- Tommaso da Celano, Vita seconda di San Francesco d'Assisi, 1246.
- Tommaso da Celano, Trattato dei miracoli di San Francesco d'Assisi, 1252.
- Anonimo, Compilazione di Assisi o Legenda Perugina, 1310, ma derivata dal materiale inviato dai compagni del santo a Crescenzio da Jesi nel 1246.
- Jacopone da Todi, Laudi. (lauda LXI e LXII)
- San Bonaventura da Bagnoregio, Leggenda minore, 1260.
- San Bonaventura da Bagnoregio, Leggenda maggiore, 1263.
- Ubertino da Casale, L'albero della vita crocifissa di Gesù, 1305.